# Humberto Suazo
Humberto Andrés Suazo Pontivo (San Antonio, Valparaíso; 10 de mayo de 1981) es un futbolista chileno que juega como delantero en San Luis de la Primera B de Chile. Anotó 21 goles en la selección chilena en 60 partidos (15 tantos oficiales y 6 en amistosos).
Es el segundo jugador chileno que ha anotado más goles en un año con 69 goles, en el año 2006 en Colo-Colo donde anotó 34 goles en la liga chilena (19 en el Apertura y 15 en el Clausura), otros 17 en competiciones internacionales (3 en la Copa Libertadores, 10 en la Copa Sudamericana y 4 en amistosos con la selección chilena).
Ha sumado numerosos reconocimientos durante su carrera, entre ellos ser el goleador del mundo por la IFFHS en 2006,haber sido elegido como el "Mejor Futbolista de México" en dos ocasiones (2009 y 2010), formar parte del Equipo Ideal de América de 2006 y 2009. Además es el segundo goleador histórico del Monterrey con 121 goles en 220 partidos. Fue campeón de 3 títulos consecutivos de la CONCACAF Liga Campeones (2010-2011, 2011-2012 y 2012-2013) anotando goles en las tres finales continentales, récord que a nivel mundial solo es superado por Alfredo Di Stéfano
 quien con el Real Madrid ganó 5 campeonatos europeos consecutivos anotando en todas las finales. La revista World Soccer en el año 2013 lo ubicó como el 46 mejor jugador del mundo de ese año. Gracias a sus logros individuales y colectivos es considerado el mejor futbolista en la historia del Monterrey y uno de los mejores futbolistas de la Primera División de México en las últimas décadas.
Además, ha sido uno de los delanteros más importantes de la Selección chilena, donde participó desde 2006 a 2013, destacando especialmente en las eliminatorias para el Mundial Sudáfrica 2010 donde fue galardonado como el máximo goleador (10 goles) y mejor jugador del torneo. Con 21 goles en 60 partidos por la selección, ocupa el octavo puesto entre los goleadores históricos de Chile, como también el vigesimoprimer puesto entre los jugadores con más participaciones.

## Trayectoria
Se inició jugando en el barrio, y a los 6 años su padre lo llevó a jugar al Santiago Paperchase Club. Más tarde, a los 16 años llegó a Universidad Católica, club desde donde por su díscolo comportamiento, fue enviado a préstamo a Ñublense en el año 2000.

### Ñublense y Magallanes (2000-2001)
Debutó jugando por Ñublense frente a Magallanes, anotando su primer gol en el fútbol profesional chileno. A final de año, sufrió una fractura de peroné, lo que le impidió participar de la selección Sub-20 en el Mundial de Argentina de la categoría, manteniéndose al margen del fútbol durante 7 meses. En 2000 ganó la Copa Milk con la selección chilena juvenil, un torneo amistoso internacional que se celebraba anualmente en Irlanda del Norte.
Para el año siguiente, tras haberse recuperado de su lesión, fue cedido a Magallanes proveniente de su club formador Universidad Católica, donde solo jugó 6 partidos sin poder convertir.

### San Antonio Unido (2002)
Luego de su frustrado paso por Magallanes, Suazo regresó a Universidad Católica, pero debido a su comportamiento, no recibió demasiadas oportunidades de jugar, así "Chupete" partió al club de su ciudad natal, San Antonio Unido, donde se convirtió en goleador del equipo y de la Tercera División de Chile 2002. Todos estos méritos permitieron que fuese fichado en 2003 por San Luis de Quillota.

### San Luis de Quillota (2003)
En San Luis se convierte en ídolo, al ratificarse como goleador del equipo y pieza clave para el ascenso a Primera B. Durante ese año, logra ser nuevamente el goleador de la Tercera División con 39 tantos. Tan buen rendimiento, llamó la atención de un club de Primera División (Audax Italiano), el cual muy pronto lo llevó a sus filas. Estando en San Luis, además, fue convocado por Juvenal Olmos para disputar el Torneo Preolímpico de 2004, que tuvo lugar en Chile, logrando la marca de ser el único jugador de Tercera División que ha sido convocado a una selección profesional chilena.

### Audax Italiano (2004-2005)
Para 2004 es fichado por Audax Italiano de la Primera División de Chile y ahí vivió la consolidación de su carrera, pero a principios de año, Suazo sufrió otra lesión importante que lo mantuvo fuera por unos cuantos meses y por eso solo convirtió 6 goles en el Torneo de Apertura 2004.
Para el Clausura 2004 logró explotar futbolísticamente; su primer gol lo anotó por la cuarta fecha en el triunfo de visitante 2-1 sobre Rangers de Talca. Luego anotó en los próximos cuatro partidos por el Clausura 2004, convirtió 1 tanto contra Unión Española en la igualdad 15-21, un poker en la victoria de visita 2-0 sobre Deportes Puerto Montt, 1 contra Unión San Felipe en la victoria por 3-1, y 1 contra Everton de Viña del Mar, donde nuevamente vencieron por 2-1. Tras 2 fechas sin anotar, marcó el gol de su equipo en la igualdad 1-1 contra Universidad de Chile. Marcó en las últimas 4 jornadas de la fase regular, 1 tanto en la igualdad 2-2 con Cobreloa, después dobletes en los triunfos 3-1 sobre Universidad de Concepción y 4-0 contra Deportes Temuco, ambos de visitante, y otro doblete en la caída 3-2 con Santiago Wanderers en Valparaíso, y Humberto finalizó la fase regular con 14 tantos y su equipo sexto clasificando a Playoffs, donde quedaron eliminados frente al futuro campeón Cobreloa en octavos de final por un global de 6-4, con Suazo marcando 3 goles sumando los 2 partidos (ida y vuelta). Terminó el Clausura 2004 en el segundo puesto de goleadores con 17 tantos, 2 menos que Patricio Galaz.
Para el Apertura 2005, el goleador bajo su nivel y solo marcó 6 goles en 17 partidos, su equipo sintió su bajón y por ende acabaron en el último lugar con solo 16 puntos y con el peligro de poder descender a final de año. Para el Clausura 2005, levantó su nivel, y llegó a marcar 2 hat-tricks durante el torneo, el primero en la tercera fecha en la goleada 6-0 sobre Deportes Concepción, y el segundo en la última jornada de la fase regular en la caída 4-5 contra Unión Española, así finalizó con 11 goles en 17 partidos el torneo, aunque su equipo finalizaría en el antepenúltimo lugar, pero aun así lograron zafar del descenso terminando 14° de 20° en la tabla de promedios.
Durante 2004 y 2005 se convirtió en el máximo goleador del equipo con 40 goles en 62 partidos disputados, lo que le permitió ser convocado a la selección de fútbol de Chile. Finalmente en 2006 fichó por Colo-Colo, a pedido de su ex entrenador en Audax Italiano, Claudio Borghi.

### Colo-Colo (2006-2007)

#### 2006

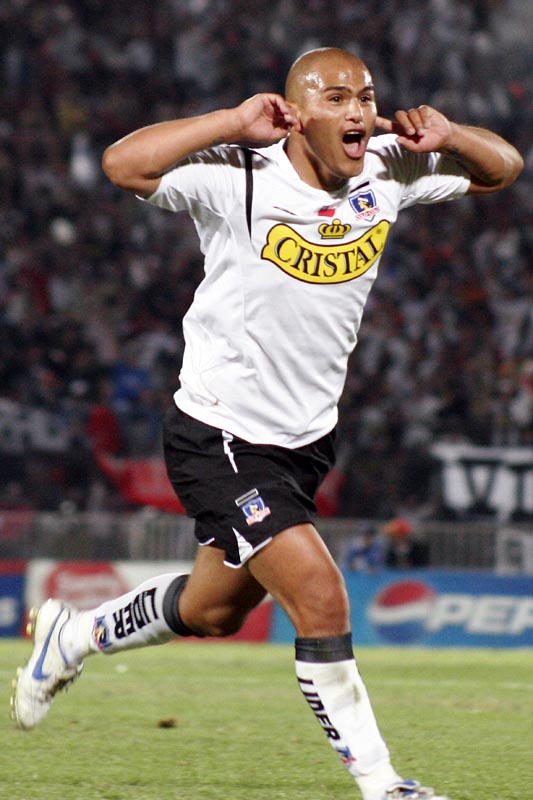
Humberto Suazo en una de sus actuaciones en Colo-Colo, club con el que consiguió ser subcampeón de la Copa Sudamericana 2006.

Su primera participación, a nivel internacional con la camiseta 26 de los albos, fue contra las Chivas de Guadalajara en Santiago, resultado que favoreció por 3-1 al elenco azteca. Sin embargo, en el partido de vuelta, disputado en el Estadio Jalisco de Guadalajara, Suazo fue la gran figura del encuentro, marcando los 3 goles de Colo-Colo en la derrota 5-3, lo que sería el inicio de una racha interminable de goles.
Siguió al anotar un doblete en el triunfo de visita 3-1 sobre O'Higgins por la fecha inaugural del Apertura 2006, tras un par de fechas sin marcar, volvió a marcar en la #4 en el triunfo 5-3 sobre Everton de Viña del Mar, y de ahí anotó en las siguientes 4 fechas de forma consecutiva, anotando 1 tanto en los triunfos sobre Palestino, Santiago Wanderers, Cobresal y Santiago Morning que dejaron a Colo-Colo como sólido líder del torneo. Tras llevar un par de fechas de sequía, se despachó con un triplete en el triunfo de visitante 3-1 sobre su ex club Audax Italiano por la fecha 12, y en la siguiente marcó un "doblete" en la caída de local 2-3 contra Universidad Católica llegando a 12 goles en 13 fechas por el torneo local. Finalizaron la fase regular en el primer puesto con 40 puntos, 4 más que el sublíder Huachipato.
En cuartos de final quedaron emparejados con Unión Española, en la ida jugada en el Estadio Santa Laura el equipo de Borghi goleó 4-0 con doblete incluido del "Chupete" y en la vuelta golearon otra por 5-0 (con 2 goles de Suazo), así avanzaron a semifinales por un abultado 9-0 global. Ahí enfrentaron a Universidad de Concepción, en la ida jugada en el sur ganaron por un estrecho 4-3 con 2 goles incluidos de "Chupete", y en la revancha anotó 1 gol en el triunfo de local 2-0 (6-3 global) clasificándose a la final del torneo donde los esperaba su archirrival; la Universidad de Chile.
El 28 de junio, se jugó la primera final en el Estadio Nacional, los azules abrieron la cuenta con gol de Herly Alcázar al minuto 13', pero después los albos lo dieron vuelta con 2 goles de Matías Fernández, el último un golazo de tiro libre al minuto 90+3', el 2 de julio se jugó la revancha nuevamente en el Nacional y los azules ganaron por la cuenta mínima con anotación de Luis Pedro Figueroa por lo que igualaron 2-2 en el global y definieron al campeón del fútbol chileno por penales donde Colo-Colo se coronó campeón tras el disparo de Miguel Aceval que decretó el 4-2, y así bajaron su estrella 24. Suazo totalizó 19 goles en 21 partidos jugados en los 1.577 minutos que estuvo en cancha, siendo el goleador del equipo y del Torneo.
Comenzó de buena manera el Torneo Clausura 2006 anotando un doblete en la goleada 4-1 sobre O'Higgins por la jornada inaugural, luego en la quinta volvió a anotar 2 tantos en otra goleada 4-1, esta vez de visitante ante Coquimbo Unido. Por la décima fecha anotó 1 gol en el triunfo 4-2 sobre Universidad de Concepción, y en la undécima nuevamente anotó 1 tanto en el triunfo 2-1 sobre Huachipato en el sur del país.
En octavos de final de la Copa Sudamericana 2006 debieron enfrentarse a Alajuelense de Costa Rica, en la ida golearon 4-0 en el Estadio Alejandro Morera Soto con 1 gol incluido de Suazo, y en la revancha golearon nuevamente esta vez por un escandaloso 7-2 en el Monumental con 2 goles de "Chupete" y pasaron a cuartos por un categórico 11-2 global. Ahí se enfrentaron a Gimnasia y Esgrima de La Plata, la ida jugada en el Estadio Monumental los albos golearon 4-1 con 1 anotación de Matías Fernández y triplete de Humberto, la revancha jugada en el Estadio Ciudad de La Plata volvieron a vencer por 2-0 con gol incluido de Suazo, y así avanzaron a semifinales del torneo por un global de 6-1. Regresando al Torneo Local, anotó un doblete en el superclásico frente a la U que terminó en triunfo albo 4-2 por la Fecha 15. En la antepenúltima fecha marcó el único gol en la victoria por la cuenta mínima frente a Universidad Católica, terminaron la fase regular clasificándose a Playoffs en el sexto lugar, y Suazo llegó a convertir 10 goles.
En semifinales de la Sudamericana enfrentaron a Deportivo Toluca, la ida jugada en Chile ganaron 2-1 con 1 anotación de su goleador, y en la revancha en Toluca ganaron 2-0 volviéndose a clasificar a una final continental luego de 10 años por un 4-1 global. Ahí enfrentaron a Pachuca, la ida se jugó el 30 de noviembre en el Estadio Hidalgo de México; los mexicanos abrieron la cuenta al minuto 27 gracias a Andrés Chitiva, luego los "albos" igualaron al minuto 50 con anotación de Suazo poniendo el 1-1 final. La revancha se jugó 2 semanas después, el 13 de diciembre, en el Estadio Nacional Julio Martínez Prádanos, los albos abrieron la cuenta con un gol de Suazo al minuto 35 tras un pase del Mati Fernández, luego al 53' Gabriel Caballero lo empató para los mexicanos, y después Christian Giménez al 72 lo dio vuelta y así el conjunto mexicano se consagró campeón de la Suramericana 2006 por un global de 3-2. Suazo terminó como goleador del torneo con 10 goles en 12 partidos jugados, sumando un total de 1.030 minutos en cancha.

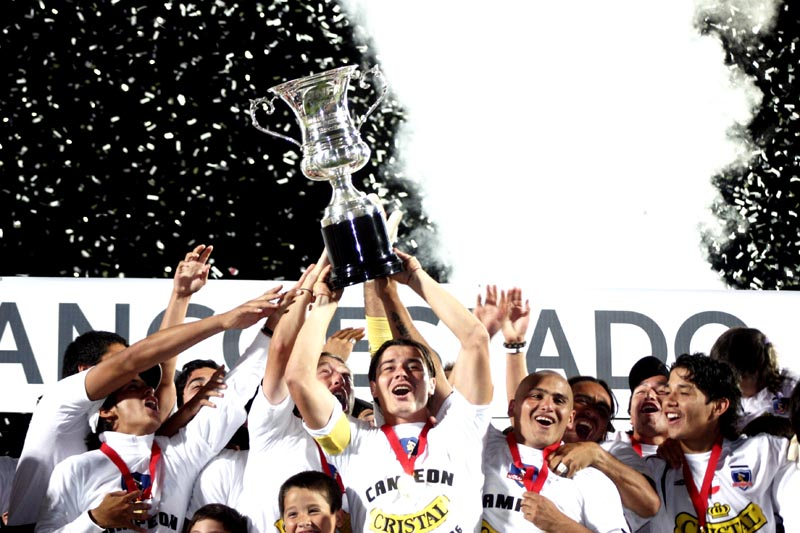
Humberto Suazo, al lado de David Henríquez (a la izquierda), celebrando la obtención del Clausura 2006 con los "albos".

Por los cuartos de final vuelta del Clausura 2006 marcó 1 gol en la goleada 4-0 sobre Deportes Puerto Montt en el sur del país, así avanzaron a semifinales por un 5-0 global, ahí enfrentaron a su clásico rival Cobreloa al cual vencieron por un global de 6-3, Suazo anotó 2 goles en el empate 3-3 en Calama. En la final enfrentaron a Audax Italiano, la ida se jugó el 20 de diciembre en el Estadio Monumental y los albos ganaron por un cómodo 3-0 con goles de Matías Fernández, Humberto Suazo y Rodrigo Meléndez, la revancha se jugó 3 días después en el Estadio Nacional y Colo-Colo ganó nuevamente por 3-2 con 2 goles del "Chupete" y así salieron campeones del fútbol chileno por 25ª vez en su historia y también clasificaron a la Copa Libertadores 2007. Terminó el campeonato como subgoleador con 15 tantos (empatado con Matías Fernández) en 16 partidos disputando 1.343 minutos, quedando a solo 2 de Leonardo Monje.
Tras sus grandes actuaciones durante todo el año, se rumoreaba que equipos como Santos Laguna de México y Catania de Italia estaban interesados en el jugador, lo que generó dudas sobre su permanencia en el equipo chileno para 2007. Sin embargo, Colo-Colo puso fin a esos rumores cuando compraron el resto de su pase, a su antiguo club, Audax, el 15 de diciembre de 2006, por un millón de dólares estadounidenses. El diez por ciento de esa tarifa ($ 100,000) fueron al bolsillo de Suazo. La compra del pase también aseguró los servicios del jugador al club hasta junio de 2007.
En la temporada 2006 fue el segundo mejor goleador mundial de Primera División con 34 goles, detrás del neerlandés Klaas Jan Huntelaar del A.F.C. Ajax quien anotó 35.
| Torneo                 | Resultado    | PJ | Goles | Media |
| ---------------------- | ------------ | -- | ----- | ----- |
| Copa Libertadores 2006 | Primera Fase | 2  | 3     | 1.5   |
| Apertura 2006          | Campeón      | 21 | 19    | 0.9   |
| Clausura 2006          | Campeón      | 16 | 15    | 0.94  |
| Copa Sudamericana 2006 | Subcampeón   | 12 | 10    | 0.83  |

#### 2007
Su primer gol en 2007 lo marcó el 17 de febrero en el triunfo 4-2 sobre Cobresal por la cuarta fecha del Apertura 2007, y anotando por partida doble, después anotó el gol albo en la caída 1-2 contra River Plate por la jornada inaugural del Grupo 6 de la Copa Libertadores 2007.
El 3 de marzo anotó 1 tanto en la goleada 4-0 sobre Deportes Concepción, días después anotó el gol de su equipo en la caída 3-1 contra Liga de Quito en tierras ecuatorianas por la segunda fecha del Grupo 7, en el plano local volvió a convertir en el triunfo de visita 2-0 sobre Universidad de Concepción. Tras llevar 1 fecha sin convertir, anotó en las siguientes tres fechas, anotó 1 tanto en el triunfo de local 3-0 sobre Deportes Antofagasta por la fecha 7, los 2 goles de su equipo en el triunfo de visita 2-0 ante Ñublense por la fecha 8, y 1 tanto en la igualdad 2-2 con Lota Schwager por la fecha 9. Luego marcó el gol del triunfo en la victoria 2-1 sobre Caracas, de penal al 90+2' por la cuarta fecha del Grupo 6 de la Copa Libertadores.
El 3 de abril anotó 1 gol en la goleada 4-0 sobre Liga de Quito por la fecha 5, ya en ese mismo mes sus goles restantes fueron por el torneo local, anotando 1 diana en los triunfos 3-0 sobre Deportes Puerto Montt y Everton de Viña del Mar, en la igualdad 1-1 con Deportes La Serena y un doblete en la goleada 6-2 sobre O'Higgins.
Clasificaron a octavos de Libertadores tras acabar primeros en su grupo al haber caído por la cuenta mínima ante River en la última fecha, en octavos de final se enfrentaron al América de México, el primer partido se jugó el 2 de mayo en el Estadio Azteca y cayeron por un categórico 3-0, la revancha se jugó 6 días después en el Monumental y los albos ganaron 2-1 con 1 anotación de Suazo, pero no les alcanzó para pasar a cuartos de final.
Regresando al torneo local, el 12 de mayo anotó 1 gol en el triunfo 3-1 sobre Santiago Wanderers, dos semanas después anotó en el triunfo 2-1 sobre Universidad Católica por la fecha 19, en la fecha 20 anotó nuevamente en la igualdad 2-2 con Huachipato en el sur del país y ya en la fecha 21 y última del Apertura 2007 marcó el único gol al minuto 79 en el triunfo por la cuenta mínima sobre Palestino con el que Colo-Colo logró el Tricampeonato y su estrella número 26, además terminó como goleador del Apertura 2007 con 18 tantos en 17 partidos en los 1.490 minutos en cancha que disputó. Aquel fue su último partido oficial vistiendo la camiseta del club al ser contratado por el Monterrey de México por una cifra de 5 millones de dólares.
| Torneo                 | Resultado        | PJ | Goles | Media goleadora |
| ---------------------- | ---------------- | -- | ----- | --------------- |
| Copa Libertadores 2007 | Octavos de final | 7  | 5     | 0.71            |
| Apertura 2007          | Campeón          | 17 | 18    | 1.06            |

### Monterrey (2007-2009)
El sábado 11 de agosto, en la jornada 2 del Torneo Apertura 2007 de México, Humberto Suazo se presentó ante la afición en el Estadio Tecnológico en Monterrey, Nuevo León. Anotó su primer gol en el segundo tiempo, ante el (recién ascendido a primera división) Puebla, en ese entonces el peor equipo de la Liga MX. El partido finalizó con un 2-0, con goles de Suazo y Carlos Ochoa.
Sus primeros meses en el Monterrey estuvieron marcados por polémicas con la hinchada, compañeros de equipo y entrenadores, sufriendo una disminución en la calidad de su juego y de efectividad frente al arco rival marcando solo 3 goles en 12 partidos. Parecía que su partida sería inminente, sin embargo a último momento decidió quedarse una temporada más.
El equipo argentino Independiente, hizo todo lo posible por ficharlo para la temporada 2008, pero no llegaron a un acuerdo económico ya que el Monterrey cotizó su pase en 8 millones de dólares en una operación de contado; misma cantidad que el club argentino fue incapaz de pagar, dejando truncas las expectativas del presidente del club Julio Comparada y del entrenador del equipo Pedro Troglio de contar con el atacante chileno.
El 13 de febrero de 2008 anotó su primer triplete en México, en la goleada 3-0 sobre Tecos Fútbol Club por el Clausura 2008, en el partido siguiente anotó el único gol de su equipo en la victoria por la cuenta mínima sobre Monarcas Morelia. Luego el 5 de abril, Suazo anotó cuatro goles contra Tiburones Rojos de Veracruz, en la victoria 7-2 de su equipo. Por las semifinales enfrentaron al Santos Laguna quienes los derrotaron y por ende no pudieron avanzar a la final, en la ida igualaron 1-1 en Monterrey, y en la vuelta 2-2 en Torreón. En su segundo semestre en Monterrey, terminó como el máximo goleador del torneo mexicano con un total de 16 goles en 19 juegos, anotó 3 de ellos en los playoffs.
El siguiente torneo fue bastante malo tanto para Suazo como para Monterrey, al no clasificar a los playoffs y "Chupete" convirtiendo solo 4 goles. Durante el Clausura 2009, Monterrey clasificó a Playoffs alcanzando los cuartos de final donde perdieron contra Puebla. Suazo anotó un gol en el partido de ida que Monterrey perdió 3–1 de visitante, y en la vuelta empataron 2-2 quedando fuera de semifinales.
Para el Torneo Apertura 2009 se consolidó como goleador de los "Rayados", el 1 de agosto anotó 1 gol en el triunfo de local 3-0 sobre Atlas por la segunda jornada, 2 semanas después marcó el único gol en el triunfo 1-0 sobre Deportivo Toluca. El 19 de septiembre anotó un doblete en el triunfo de visita 3-1 sobre Pachuca, el 25 de octubre anotó el caída 2-1 ante Pumas UNAM, y a la semana siguiente volvió a anotar 2 goles en el triunfo 3-0 sobre San Luis por la decimocuarta fecha.
En la final del Apertura 2009, Suazo fue jugador clave para el título. En la final de ida, jugó un partido extraordinario y fue clave para que Monterrey remontará un 1-3 en contra en su estadio para ganar 4-3, con Suazo anotando 2 de los goles. En el partido de vuelta, metió un centro para que su compañero Aldo de Nigris marcará el 1-0 parcial, y luego marcó el gol del título al minuto 90' anotando el 2-1 final y así los "rayados" bajaron su tercera estrella en el Estadio Azul. Monterrey salió campeón del fútbol mexicano con un marcador global de 6–4 contra Cruz Azul.

### Real Zaragoza (2010)
El 7 de enero de 2010, se hizo oficial la cesión del jugador hacia el club Real Zaragoza de la Primera División de España, por 6 meses con opción de compra de 10 millones de euros. Si bien su adaptación fue paulatina, los hinchas estimaron que Suazo tenía sobrepeso tras verle en su debut, y le apodaron Paquirrin, en alusión a Kiko Rivera.
No obstante, en su segundo partido con la camiseta del Zaragoza (31 de enero de 2010), Suazo logró su primer gol al convertir un penalti, abriendo así el marcador de su equipo que acabó ganando 1-3 al CD Tenerife. En el partido siguiente, convirtió su segundo tanto en el empate 1 a 1 frente a Valladolid. El 27 de febrero Humberto consigue su primer doblete, el cual le dio el triunfo a su equipo ante el Getafe por la cuenta de 2-0. A poco de marcar cada una de sus conquistas, el Chupete le dedicó un conmovedor mensaje de apoyo a su país que en la madrugada de ese día fue afectado por un fuerte terremoto. El delantero exhibió una camiseta que traía debajo en la que se podía leer la frase Fuerza Chile.
Durante varias jornadas negado de cara al gol, y sin haber marcado en La Romareda, "Chupete" Suazo marcó contra el Málaga y sentenció el partido con un 2-0 a favor de la escuadra local al enganchar una volea. En su siguiente partido en casa, Suazo batió a Dudu Aouate por arriba con una espectacular vaselina, que dejó el marcador en un empate 1 a 1 frente a Mallorca.
Sus buenas actuaciones en el equipo denominado "maño" despertaron el interés de la SS Lazio, club en que en años anteriores había deslumbrado su compatriota Marcelo Salas. El "Corriere dello Sport", diario italiano, comenzó estos rumores de traspaso, los cuales no se concretaron.
Al final de la temporada, Real Zaragoza decide no ejercer su opción de compra. De este modo, Humberto Suazo vuelve a la disciplina del Monterrey, aunque hubo rumores de que equipos ingleses querrían ficharlo, más específicamente el Sunderland AFC y el Birmingham City Football Club, ambos de la Premier League.

### Regreso a Monterrey (2010-2014)

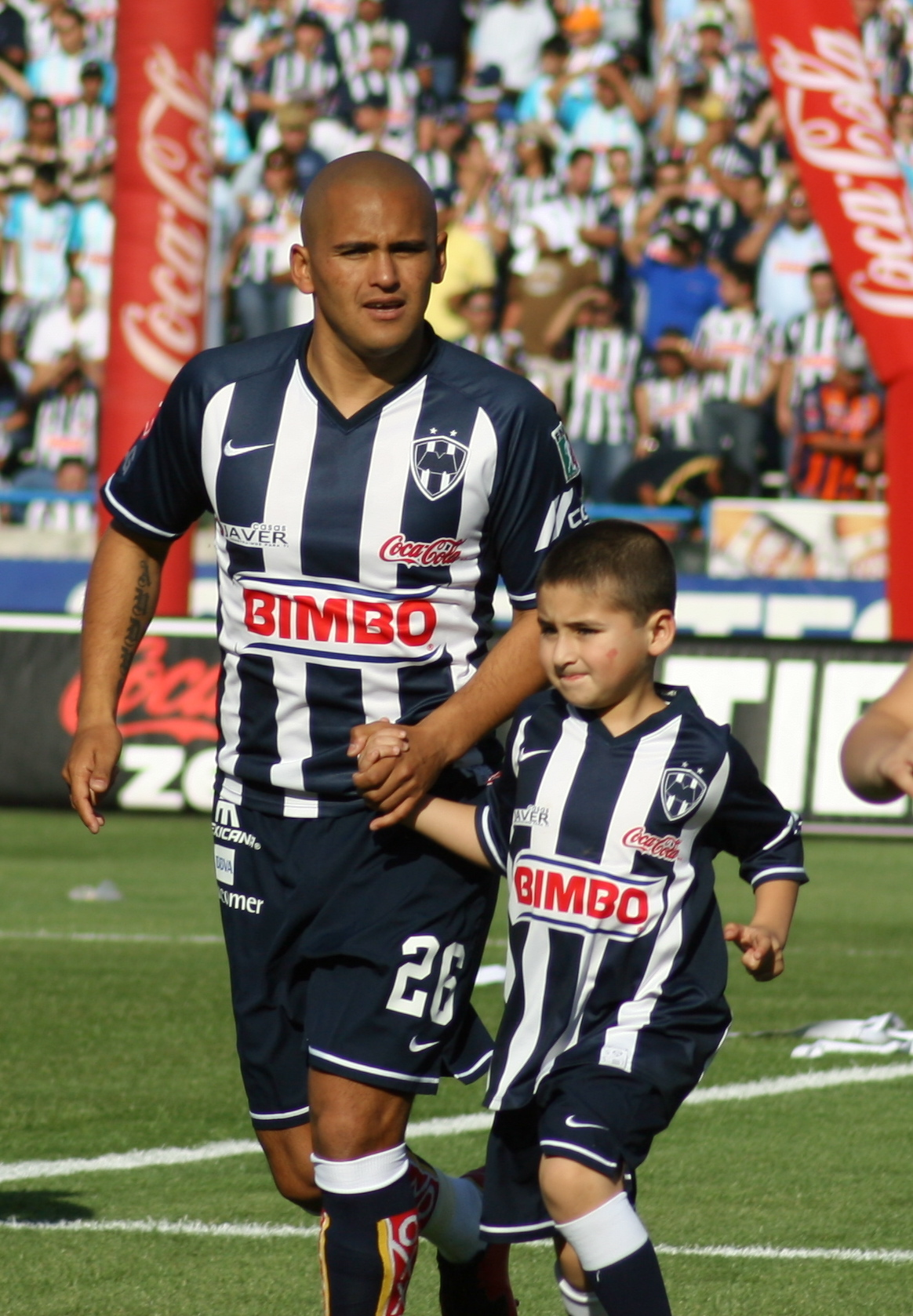
Humberto Suazo es el segundo máximo goleador histórico del Monterrey con 121 goles en 255 apariciones

#### Temporada 2010-11
En julio de 2010, Suazo regresó a Monterrey de cara al Apertura 2010, el 31 de julio anotó el primer gol desde su regreso en el sufrido triunfo 5-2 sobre Estudiantes Tecos, el 14 de agosto marcó un doblete en la goleada 5-2 sobre Pumas UNAM, después el 11 de septiembre marcó el único gol en triunfo por la cuenta mínima de visitante sobre Tigres de la UANL por el Clásico Regiomontano. A la semana siguiente volvió a anotar 1 gol en el triunfo de local 2-0 sobre Atlas, luego el 2 de octubre anotó en la victoria 2-1 sobre Necaxa, el 23 de octubre marcó 1 gol en la victoria 2-1 contra Santos Laguna.
Terminaron la fase regular en el segundo lugar con 32 puntos, a 7 del Cruz Azul clasificándose a Playoffs, por las semifinales vuelta anotó 1 gol en la victoria 4-0 sobre Pumas UNAM y así los "rayados" clasificaron a la final del Apertura 2010, ahí se enfrentaron a Santos Laguna, la ida se jugó el 2 de diciembre en el Estadio Corona en Torreón y el conjunto del "Chupete" cayó 3-2 con anotación incluida del chileno, la revancha fue 3 días después en el Estadio Tecnológico en la casa de Monterrey y con Suazo como figura los rayados dieron vuelta la llave ganando por 3-0, al minuto 28 Humberto puso el 1-0, luego al 72' José Basanta marcó el 2-0 y con eso ya eran campeones, finalmente al 85' Suazo repitió y anotó el 3-0 final para que "los rayados" obtuvieran el cuarto título de su historia.
Cabe destacar también que Suazo también fue el goleador del equipo y segundo máximo goleador del certamen (con 15 goles).
Meses más tarde, el 12 de febrero del 2011, anotó un triplete en la goleada de visita 4-1 sobre Jaguares de Chiapas por el Clausura 2011, su equipo avanzó hasta cuartos de final en Playoffs donde fueron eliminados por el futuro campeón Pumas de la UNAM.
Por las semifinales vuelta de la Concachampions 2010-11 anotó de penal en la igualdad 1-1 con Cruz Azul, y así avanzaron a la final por un global de 3-2. Ahí se enfrentaron a Real Salt Lake, la ida fue el 20 de abril e igualaron 1-1 en el Estadio Tecnológico, "Chupete" anotó el gol de cuadro mexicano de penal, la revancha fue una semana después el 27 de abril, y Suazo nuevamente fue decisivo en una final al marcar el único gol del partido al minuto 45+1' que le dio a los "rayados" el segundo título internacional de toda su historia.
| Torneo                 | Resultado        | PJ | Goles | Media |
| ---------------------- | ---------------- | -- | ----- | ----- |
| Apertura 2010          | Campeón          | 21 | 15    | 0.71  |
| Clausura 2011          | Cuartos de final | 14 | 6     | 0.43  |
| Concachampions 2010-11 | Campeón          | 8  | 4     | 0.50  |

#### Temporada 2011-12
Durante el Apertura 2011 no clasificaron a Playoffs culminando en el undécimo lugar su irregular campaña. Con la obtención de la CONCACAF Liga Campeones, el Monterrey adquirió un cupo para la Copa Mundial de Clubes de la FIFA 2011. Su estreno fue el 11 de diciembre de 2011 frente al Kashiwa Reysol japonés. Suazo anotó el empate 1-1 para su equipo, llevando el encuentro a la definición por penales. En la tanda de penales, Suazo ejecutó y convirtió. Lamentablemente no fue suficiente para su equipo que terminó perdiendo por 3-4, desperdiciando la opción de seguir y alcanzar una histórica semifinal. En el duelo por el quinto puesto enfrentaron al ES Tunis, el cual batieron 3-2 y Suazo fue alterativa sin ingresar en el encuentro.
Para el inicio de la temporada 2012, Suazo volvió a tener la inquietud de salir del equipo, sosteniendo que su madre se encontraba enferma y quería estar más cerca de Chile donde ella radica. Después de varios conflictos con la directiva de Monterrey, Suazo fue suspendido de los entrenamientos del primer equipo y enviado a entrenar con los juveniles. Después de varias semanas de negociaciones con la directiva y de un supuesto interés del Boca Juniors de Argentina, Suazo pidió disculpas a la afición y pudo reintegrarse en el primer equipo.
Para el Clausura 2012 recuperó su instinto goleador, el 25 de febrero anotó un gol en la victoria 2-1 sobre Puebla, el 3 de marzo anotó en la caída 4-3 ante Cruz Azul, el 24 de marzo anotó 1 gol en la goleada de local 4-0 sobre Estudiantes Tecos, el 1 de abril anotó 1 diana en la sufrida victoria de visitante 3-2 sobre América. En la penúltima jornada anotó el gol de su equipo en la igualdad de local 1-1 sobre Pachuca, y en la última fecha anotó un doblete en la goleada 3-0 sobre Atlante, así acabaron segundos con 36 unidades clasificándose a Playoffs donde llegaron a la final y perdieron con Santos Laguna, igualaron 1-1 en la ida jugada en Nuevo León, Suazo marcó de penal el gol de los "Rayados", la revancha fue en Torreón donde los locales derrotaron 2-1 al conjunto del chileno.
Mientras tanto por la Concacaf Liga Campeones 2011-2012 accedieron a cuartos de final donde enfrentaron a Monarcas Morelia y ganaron ambos duelos por 3-1 y 4-1 (7-2 global), Humberto marcó "dobletes" en ambos partidos, por semifinales enfrentaron a Pumas de la UNAM, en la ida Suazo fue figura dando las 3 asistencias en la victoria de local 3-0, luego en la vuelta empataron 1-1 y así accedieron a la final. Ahí se vieron las caras nuevamente con Santos Laguna jugando una nueva final, en la ida jugada en el Estadio Tecnológico vencieron 2-0 y ambos goles fueron del "Chupete", en la vuelta jugada en el Estadio Corona, Suazo no pudo jugar por suspensión, finalmente cayeron 2-1, pero aun así se consagraron bicampeones de la Concachampions por un global de 3-2.
| Torneo                 | Resultado    | PJ | Goles | Media |
| ---------------------- | ------------ | -- | ----- | ----- |
| Apertura 2011          | 11° lugar    | 12 | 5     | 0.42  |
| Mundial de Clubes 2011 | Quinto lugar | 1  | 1     | 1.00  |
| Clausura 2012          | Subcampeón   | 19 | 8     | 0.42  |
| Concachampions 2011-12 | Campeón      | 9  | 7     | 0.78  |

#### Temporada 2012-13
En el Apertura 2012 anotó 6 goles y su equipo alcanzó los cuartos de final, mientras que por el Mundial de Clubes no jugó ninguno de los 3 partidos de su equipo debido a una lesión, donde terminaron en el tercer lugar.
Por la fase regular del Clausura 2013, anotó 1 tanto en la victoria 3-0 sobre Puebla y otro tanto en otra victoria 3-0 sobre Pumas, mientras que en Playoffs anotó otros 2 goles; 1 en los cuartos de final contra Tigres, y otro en semifinales contra Club América, donde fueron eliminados por un global de 4-3.
Por fase de grupos de la Liga de Campeones de la Concacaf 2012-13, marcó un doblete en la goleada de visitante 6-0 sobre Universitario por la última fecha y así llegó a 97 goles por los "Rayados", superando la marca del brasileño Bahía y de paso convirtiéndose en el máximo goleador histórico de Monterrey, en cuartos de final y semifinales, eliminaron a Xelajú y Los Ángeles Galaxy respectivamente, para avanzar a su tercera final consecutiva de Concachampions. Ahí se enfrentaron al Santos Laguna en lo que fue una revancha del año pasado, y en la revancha jugada en el Estadio Tecnológico el 1 de mayo, marcó al minuto 90' el 4-2 final con el que Monterrey y así lograron un Tricampeonato histórico para la competición continental. Cabe destacar que Humberto anotó goles en las 3 finales consecutivas de Concachampions de Monterrey, lo cual le ha conferido un récord que a nivel mundial solo es superado por Alfredo Di Stéfano quien con el Real Madrid ganó 5 campeonatos europeos consecutivos anotando en todas las finales.
| Torneo                 | Resultado        | PJ | Goles | Media |
| ---------------------- | ---------------- | -- | ----- | ----- |
| Apertura 2012          | Cuartos de final | 14 | 6     | 0.43  |
| Mundial de Clubes 2012 | Tercer lugar     | 0  | 0     | 0.00  |
| Clausura 2013          | Semifinales      | 18 | 4     | 0.22  |
| Concachampions 2012-13 | Campeón          | 9  | 5     | 0.56  |

#### Temporada 2013-14
El 18 de agosto anotó en la caída de su equipo 3-1 sobre Tigres de la UANL en el Clásico Regiomontano, a la semana siguiente, marcó al minuto 89, el gol del triunfo de su equipo por 2-1 sobre Tijuana. Luego el 18 de octubre anotó los 2 goles en la caída de su equipo 3-2 sobre Santos Laguna, el 2 de noviembre marcó un doblete en la goleada de visitante 3-0 sobre Tiburones Rojos de Veracruz, y ya el 9 de noviembre, en la última fecha del Apertura 2013, anotó 1 gol en el triunfo 2-1 sobre Chivas de Guadalajara y así finalizaron el 11° lugar pudiendo clasificar a Playoffs, en lo individual no fue malo para Suazo ya que marcó 10 goles en 14 apariciones.
Con la obtención de la CONCACAF Liga Campeones, el Monterrey adquirió un cupo para el Mundial de Clubes 2013. Su estreno fue el 14 de diciembre de 2013 frente al Raja Casablanca de Marruecos, contra el que perdieron por 2-1. En el duelo por el quinto puesto enfrentaron al Al-Ahly egipcio al cual golearon por un categórico 5-1, Suazo anotó de penal el 4-1 momentáneo.
Después de la primera jornada del Clausura 2014, en el entrenamiento previo de la jornada 2 sufre un golpe en el hombro con uno de sus compañeros. Semanas posteriores se le somete a una cirugía en el hombro por lo cual sería baja 4 meses, el 19 de abril, y unas semanas después de volver a las canchas, anotó un doblete en la goleada de local 4-1 sobre Tiburones Rojos de Veracruz, así volvió a marcar por su club luego de 4 meses, a la semana siguiente, ya sin opciones de clasificar a playoffs, vencieron por la cuenta mínima a Chivas de Guadalajara terminando en el décimo lugar su irregular campaña.
| Torneo                 | Resultado    | PJ | Goles | Media |
| ---------------------- | ------------ | -- | ----- | ----- |
| Apertura 2013          | 11° lugar    | 14 | 10    | 0.71  |
| Copa MX A-2013         | Semifinales  | 3  | 0     | 0.00  |
| Mundial de Clubes 2013 | Quinto lugar | 1  | 1     | 1.00  |
| Clausura 2014          | 10° lugar    | 5  | 2     | 0.40  |

#### Temporada 2014
El 19 de julio de 2014, anotó 1 gol en el triunfo 3-1 sobre Leones Negros por la jornada inaugural del Torneo de Apertura, el 29 de agosto anotó el único gol en el triunfo por la cuenta mínima sobre Querétaro Fútbol Club por la séptima jornada, llegaron a las semifinales del Apertura 2014 pero fueron eliminados tras caer 3-0 en el Estadio Azteca por el Club América, en lo que resultaría ser el último partido de Suazo en "Los Rayados", terminando con un total de 121 goles en 252 apariciones y 6 títulos.
| Torneo         | Resultado      | PJ | Goles | Media |
| -------------- | -------------- | -- | ----- | ----- |
| Apertura 2014  | Semifinales    | 17 | 2     | 0.12  |
| Copa MX A-2014 | Fase de grupos | 1  | 0     | 0.00  |

### Regreso a Colo Colo (2015)
El 30 de diciembre de 2014 se oficializó su retorno al club, regresó a Colo-Colo con la intención de competir en la Copa Libertadores 2015, firmando un contrato por 2 años con una remuneración de $43 millones de pesos.
Redebutó el 4 de enero de 2015 ante San Marcos de Arica por la primera fecha del Clausura 2015 en el Estadio Monumental, así volvió a pisar los pastos de pedreros vestido de blanco luego de 7 años, su estreno no fue el mejor ya que al minuto 34 Pedro Carrizo le atajó un penal y se vio muy pobre físicamente, con algo de sobrepeso, un duelo en el que finalmente los albos cayeron por la cuenta mínima ante los nortinos. A la semana siguiente, anotó su primer gol frente a Deportes Iquique tras un pase de Esteban Paredes que lo dejó solo frente al arco, en otro duelo en el que los albos cayeron por 3-2 en el norte. Por la sexta fecha volvió anotar en la goleada de local 4-1 sobre Barnechea, el 22 de febrero el "Chupete" sufrió su primera expulsión desde su retorno, fue al minuto 37' tras bajar con fuerza a Esteban Carvajal en el empate 1-1 ante Palestino por el torneo local.
El 26 de febrero anotó de penal en la derrota por 3-1 sobre Independiente Santa Fe en tierras colombianas por el Grupo 1 de la Copa Libertadores 2015. El 21 de marzo en el partido contra Unión La Calera (derrota 1-4 de local) por la decimosegunda del Clausura 2015, Suazo sintió un tirón por lo que sería reemplazado al minuto 66' por Camilo Rodríguez, perdiéndose el resto del campeonato y de la Libertadores.
Durante el Clausura 2015 jugó solamente 10 partidos convirtiendo 2 goles en los 739' minutos que estuvo en cancha. También jugó 3 partidos por la Copa Libertadores de América, convirtiendo 1 gol.
Una vez recuperado de su lesión, el 11 de julio se reencontró con las redes frente a Ñublense en el segundo partido de los albos por el Grupo 7 de la Copa Chile 2015, fue de rebote tras un disparo de Gonzalo Fierro, un encuentro que terminó 4-2 a favor de los albos en el Monumental. Por la tercera fecha, volvió a convertir en el triunfo de local 3-1 sobre Deportes Concepción, y después asistió en los otros 2 goles a Esteban Paredes, muchos expertos hablaban de un posible renacer del "Chupete" para el segundo semestre. Por la fecha 4 frente a Deportes Concepción en un duelo jugado en Talcahuano, Suazo solo jugó 45 minutos, por la condición riesgosa de la cancha. Para la quinta fecha del Grupo frente a Huachipato, Suazo fue titular, y fue escogido la figura del partido, ya que habilitó nuevamente a Esteban Paredes para convertir el único gol de Colo Colo. Fue sustituido al minuto 74 por Andrés Vilches.
Por la segunda fecha del Apertura 2015 se enfrentaron a Audax Italiano, Suazo nuevamente fue la figura del encuentro ya que dio 2 asistencias y provocó un penal en la goleada 4-0 de los "albos". En la cuarta fecha del campeonato, anotó el único gol del encuentro al minuto 79 en la victoria por la cuenta mínima sobre Deportes Iquique, en la siguiente fecha, sintió un tirón en su isquiotibial de la pierna izquierda al minuto 8 del duelo ante Deportes Antofagasta, por lo que fue reemplazado por Juan Delgado. Volvió a las canchas en el clásico frente a la Universidad Católica por la fecha 8 del Apertura 2015. Durante este partido Suazo jugó hasta el minuto 58 del encuentro sin hacer mucho.
El 14 de octubre, por los cuartos de final ida de la Copa Chile 2015 contra Deportes Copiapó, Suazo anotó el gol del triunfo al minuto 90+2' en la sufrida victoria por 3-2 en el Estadio El Cobre, este también sería su último gol por Colo-Colo. El 18 de octubre, durante el encuentro contra San Marcos de Arica por la fecha 9 del Torneo de Apertura, Suazo fue titular y sustituido al minuto 72' por Juan Delgado. La decisión causó la molestia del delantero contra el DT José Luis Sierra, lo que desencadenó un insulto del jugador al técnico, el club decidió desvincular al jugador del equipo. A través de un comunicado de prensa, la directiva de Colo-Colo explicó que la razón de su salida fue un "incumplimiento grave" de las obligaciones de su contrato. Suazo entabló una demanda en contra del club por despido injustificado y acoso laboral previo, solicitando una indemnización de 815 millones de pesos.
En su segundo paso por Colo-Colo jugó 26 partidos convirtiendo 7 goles.

### Retiro profesional y etapa amateur (2016)
En enero de 2016 el representante de Humberto Suazo anunció el retiro del jugador del fútbol profesional. A modo de homenaje, el Monterrey retiró el dorsal número 26 que había ocupado el delantero durante su trayectoria en el club.
El 29 de mayo de 2016, Suazo volvió a calzar los botines debutando con dos goles en la categoría Seniors del club amateur Lo Gallardo, en su ciudad natal, San Antonio, llegando a disputar en abril de 2017 la final de la Copa Litoral Seniors.

### Vuelta al profesionalismo (2017 y 2019)
El 17 de junio de 2017, tras ser solicitado por el presidente del club San Antonio Unido, Danilo Rojas, Suazo regresa al fútbol profesional tras llegar a acuerdo con la directiva del club, que milita actualmente en la Segunda División Profesional.
En enero de 2018 comunica su retiro para dedicarse a la dirección técnica de un club amateur de su ciudad natal. Sin embargo, en julio de 2019 regresó a San Antonio Unido para disputar la segunda parte de la Segunda División Profesional de Chile 2019.

### Vuelta a la Primera División (2020)
El 10 de julio de 2020, se confirma su llegada a Deportes La Serena, después de un semestre y una mala salida de su exclub, Deportes Santa Cruz.

### Regreso a Quillota, 20 años después (2023)
El 25 de noviembre de 2022, el club San Luis de Quillota anuncia el retorno del goleador, con 41 años de edad, al club donde deslumbró en 2003 consiguiendo en esa oportunidad, el campeonato de 3ra división. Suazo forma parte del plantel 2023 del equipo canario, participando en el torneo de Primera B, con una muy destacada participación, y siendo el goleador del club con 17 goles.

## Selección nacional

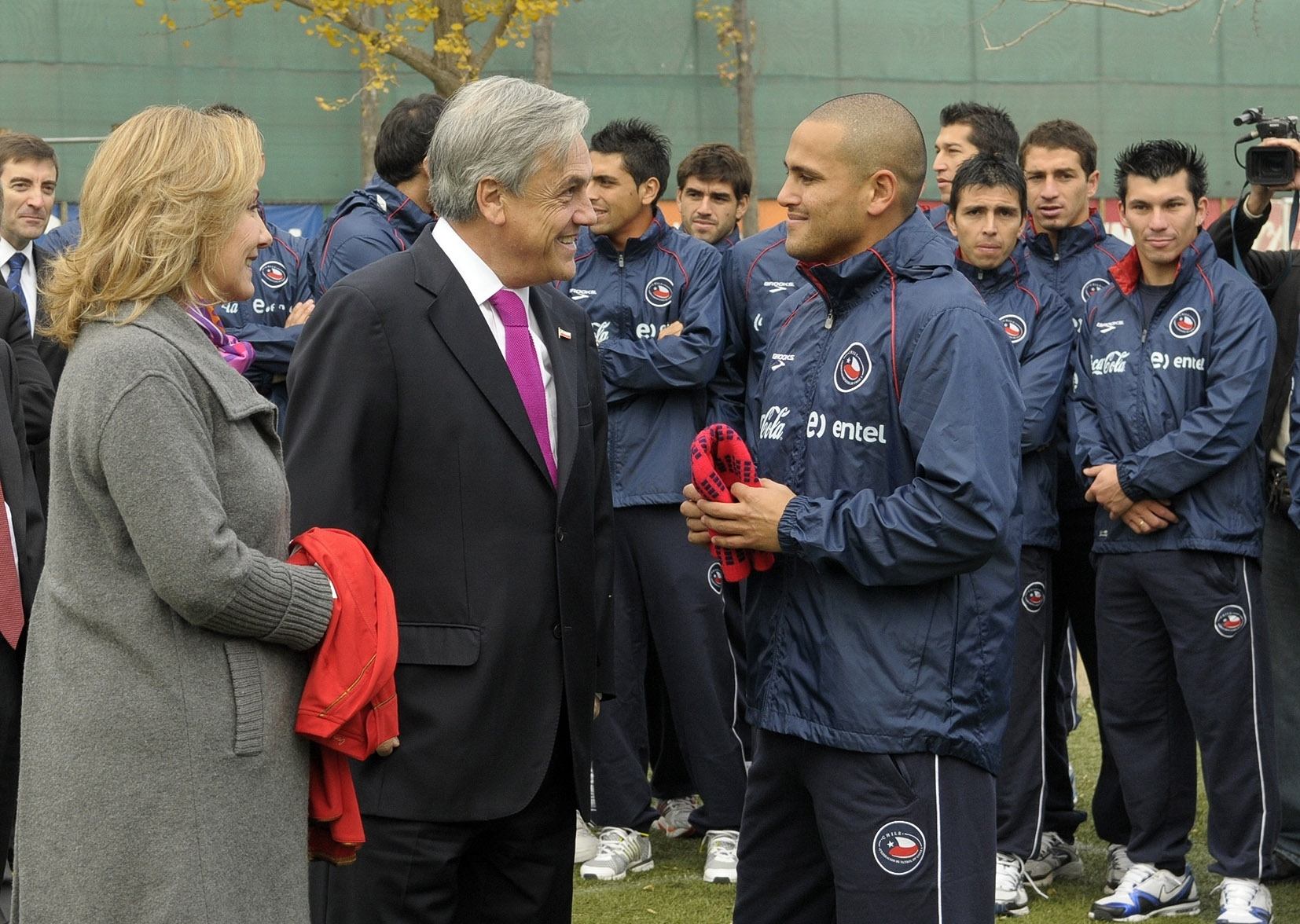
Humberto Suazo recibe al Presidente Sebastián Piñera y su esposa Cecilia Morel, quienes visitan a la selección antes de ir al Mundial Sudáfrica 2010.

Debutó en la selección sub-23 en 2003, donde fue nominado al Torneo Preolímpico de 2004, la cual quedó en cuarto lugar.
Debutó oficialmente en la selección absoluta el 9 de febrero de 2005, frente a Ecuador donde ganaron los chilenos por 3 a 0, con la selección anotó 21 goles. Fue nominado para la eliminatorias rumbo al Mundial 2006 en los partidos contra Perú en 2004, Brasil, Colombia y Ecuador junto a Waldo Ponce, ambos debutantes en 2005. Sólo jugó en el partido contra Ecuador, donde ingresó al campo en el inicio del segundo tiempo. Si ganaban ese partido, clasificaban a la repesca internacional con la OFC eliminando a Uruguay quien fue eliminado por Australia. Sin embargo, empataron 0 a 0 con Ecuador en el Estadio Monumental. En 2006, Suazo le marcó a Costa de Marfil, Suecia y a Nueva Zelanda, ambos partidos válidos por una gira que realizó Chile.
En la Copa América 2007, disputada en Venezuela fue el jugador más destacado del combinado chileno anotando 3 goles, 2 a Ecuador y uno frente al Brasil de Dunga. Este último fue un remate de destacada factura, que solo consiguió el descuento en la goleada por 6-1 con que Brasil derrotó a Chile en cuartos de final.
En su participación por la eliminatoria rumbo al Mundial 2010 se consagró como el máximo goleador con 10 anotaciones, superando a Luis Fabiano de Brasil que marcó 9. Empezó en la segunda jornada anotando en el triunfo de local 2-0 sobre Perú en el Clásico del pacífico, luego deslumbró en la sexta jornada anotando una doblete contra Venezuela en Puerto La Cruz, su segunda anotación fue un gol agónico, cuando todos pensaban que sería un empate. El goleador marcó el 3-2 que sería definitivo, dándole la alegría a todo el pueblo chileno. En la octava jornada anotó 1 gol en la goleada de local 4-0 sobre Colombia en el Nacional. Después en la undécima jornada, marcó de penal en el triunfo 3-1 sobre Perú en Lima, marcó un gol en el histórico triunfo 2-0 en Asunción sobre Paraguay. Por la fecha 16 anotó un doblete en la derrota por 4-2 contra Brasil en el Joao Havelange, además se convirtió en el único jugador en marcarle goles a Brasil en su propia casa en clasificatorias mundialistas. Su noveno gol en aquella clasificatoria fue en el histórico triunfo 4-2 sobre Colombia en Medellín por la penúltima fecha, triunfo que le sirvió a Chile para clasificarse a un mundial luego de 12 años. Después, el décimo y último gol, el cual lo consagró goleador de aquella clasificatoria, fue ante Ecuador en el minuto 52 de partido el miércoles 14 de octubre de 2009, entrando en la historia como el tercer mejor goleador chileno dentro de una eliminatoria, solo superado por Iván Zamorano y Marcelo Salas (12 y 11 goles en las Eliminatorias para Francia 1998 respectivamente).
A dos semanas antes de que Chile debutara en el Mundial 2010, Suazo se lesionó en una práctica de la Selección. De este modo, mediante un tratamiento intensivo, logró participar en los partidos de Chile contra Suiza, y Brasil. No obstante, la falta de continuidad y su rebelde lesión, no le permitió jugar en su nivel habitual.
Su último gol por la selección, fue ante Perú marcando de penal el 4-2 que le dio el triunfo a la selección chilena en las Clasificatorias al Mundial de Brasil 2014.
Fue internacional en 60 ocasiones, la última fue el 6 de febrero de 2013, en un amistoso ante la selección de Egipto, donde jugó los primeros 45 minutos, donde ganaron los chilenos por 2 a 1.
Sus últimos partidos oficiales fueron en las clasificatorias al mundial de Brasil 2014, donde jugó las primeras 7 fechas, hasta el partido ante Colombia el 11 de septiembre de 2012, pero tras una lesión antes de la Copa Mundial de Clubes 2012, fue desconvocado de la próxima doble fecha clasificatoria de octubre ante Ecuador y Argentina, donde Chile perdió por 3-1 y 2-1 respectivamente. Debido a eso, el 9 de marzo de 2013, Suazo anunció su renuncia a la selección nacional, por no estar en forma. A pesar de eso, volvió a ser convocado en 2013 por Jorge Sampaoli en concepto de la Clasificación de Conmebol para la Copa Mundial de Fútbol de 2014, pero este regreso se ve truncado por un desgarro que sufrió el jugador en un entrenamiento de la selección. Suazo no fue incluido por Sampaoli dentro de la nómina de jugadores que participó en la Copa Mundial de Fútbol de 2014. Tampoco fue considerado para la Copa América 2015.

#### Participaciones en Copas del Mundo
| Mundial                        | Sede      | Resultado        | PJ | Goles | Prom. |
| ------------------------------ | --------- | ---------------- | -- | ----- | ----- |
| Copa Mundial de Fútbol de 2010 | Sudáfrica | Octavos de final | 2  | 0     | 0.00  |

#### Participaciones en Copa América
| Copa              | Sede      | Resultado        | PJ | Goles | Prom. |
| ----------------- | --------- | ---------------- | -- | ----- | ----- |
| Copa América 2007 | Venezuela | Cuartos de final | 4  | 3     | 0.75  |
| Copa América 2011 | Argentina | Cuartos de final | 4  | 1     | 0.25  |

#### Participaciones en Clasificatorias a Copas del Mundo
| Eliminatorias                | País      | Resultado   | Posición | PJ | Goles | Prom. |
| ---------------------------- | --------- | ----------- | -------- | -- | ----- | ----- |
| Eliminatorias Alemania 2006  | Alemania  | Eliminado   | 7º       | 1  | 0     | 0.00  |
| Eliminatorias Sudáfrica 2010 | Sudáfrica | Clasificado | 2º       | 18 | 10    | 0.56  |
| Eliminatorias Brasil 2014    | Brasil    | Clasificado | 3º       | 7  | 1     | 0.14  |

### Partidos internacionales
Actualizado hasta el 6 de febrero de 2013.
| 1     | 9 de febrero de 2005     | Estadio Sausalito, Viña del Mar, Chile                                    | Chile      | 3-0 | Ecuador         |    | Amistoso                         |
| 2     | 17 de agosto de 2005     | Estadio Jorge Basadre, Tacna, Perú                                        | Perú       | 3-1 | Chile           |    | Amistoso                         |
| 3     | 12 de octubre de 2005    | Estadio Nacional de Chile, Santiago, Chile                                | Chile      | 0-0 | Ecuador         |    | Clasificatorias a Alemania 2006  |
| 4     | 25 de abril de 2006      | Estadio El Teniente, Rancagua, Chile                                      | Chile      | 4-1 | Nueva Zelanda   |    | Amistoso                         |
| 5     | 24 de mayo de 2006       | Lansdowne Road, Dublín, Chile                                             | Irlanda    | 0-1 | Chile           |    | Amistoso                         |
| 6     | 30 de mayo de 2006       | Stade Municipal, Vittel, Francia                                          | Chile      | 1-1 | Costa de Marfil |    | Amistoso                         |
| 7     | 2 de junio de 2006       | Estadio Råsunda, Estocolmo, Suecia                                        | Suecia     | 1-1 | Chile           |    | Amistoso                         |
| 8     | 15 de agosto de 2006     | Estadio Nacional Julio Martínez Prádanos, Santiago, Chile                 | Chile      | 1-2 | Colombia        |    | Amistoso                         |
| 9     | 7 de febrero de 2007     | Estadio José Encarnación Romero, Maracaibo, Venezuela                     | Venezuela  | 0-1 | Chile           |    | Amistoso                         |
| 10    | 24 de marzo de 2007      | Estadio Ullevi, Gotemburgo, Suecia                                        | Brasil     | 4-0 | Chile           |    | Amistoso                         |
| 11    | 28 de marzo de 2007      | Estadio Fiscal de Talca, Talca, Chile                                     | Chile      | 1-1 | Costa Rica      |    | Amistoso                         |
| 12    | 18 de abril de 2007      | Estadio Malvinas Argentinas, Mendoza, Argentina                           | Argentina  | 0-0 | Chile           |    | Amistoso                         |
| 13    | 28 de junio de 2007      | Estadio Cachamay, Puerto Ordaz, Venezuela                                 | Ecuador    | 2-3 | Chile           |    | Copa América 2007                |
| 14    | 1 de julio de 2007       | Estadio Monumental, Maturín, Venezuela                                    | Brasil     | 3-0 | Chile           |    | Copa América 2007                |
| 15    | 4 de julio de 2007       | Estadio José Antonio Anzoátegui, Puerto La Cruz, Venezuela                | México     | 0-0 | Chile           |    | Copa América 2007                |
| 16    | 7 de julio de 2007       | Estadio José Antonio Anzoátegui, Puerto La Cruz, Venezuela                | Chile      | 1-6 | Brasil          |    | Copa América 2007                |
| 17    | 7 de septiembre de 2007  | Estadio Ernst Happel, Viena, Austria                                      | Suiza      | 2-1 | Chile           |    | Amistoso                         |
| 18    | 11 de septiembre de 2007 | Estadio Ernst Happel, Viena, Austria                                      | Austria    | 0-2 | Chile           |    | Amistoso                         |
| 19    | 13 de octubre de 2007    | Estadio Monumental, Buenos Aires, Argentina                               | Argentina  | 2-0 | Chile           |    | Clasificatorias a Sudáfrica 2010 |
| 20    | 17 de octubre de 2007    | Estadio Nacional Julio Martínez Prádanos, Santiago, Chile                 | Chile      | 2-0 | Perú            |    | Clasificatorias a Sudáfrica 2010 |
| 21    | 18 de noviembre de 2007  | Estadio Centenario, Montevideo, Uruguay                                   | Uruguay    | 2-2 | Chile           |    | Clasificatorias a Sudáfrica 2010 |
| 22    | 21 de noviembre de 2007  | Estadio Nacional, Santiago, Chile                                         | Chile      | 0-3 | Paraguay        |    | Clasificatorias a Sudáfrica 2010 |
| 23    | 26 de marzo de 2008      | Ramat Gan Stadium, Ramat Gan, Israel                                      | Israel     | 1-0 | Chile           |    | Amistoso                         |
| 24    | 4 de junio de 2008       | Estadio El Teniente, Rancagua, Chile                                      | Chile      | 2-0 | Guatemala       |    | Amistoso                         |
| 25    | 15 de junio de 2008      | Estadio Hernando Siles, La Paz, Bolivia                                   | Bolivia    | 0-2 | Chile           |    | Clasificatorias a Sudáfrica 2010 |
| 26    | 19 de junio de 2008      | Estadio Olímpico Gral. José Antonio Anzoátegui, Puerto La Cruz, Venezuela | Venezuela  | 2-3 | Chile           |    | Clasificatorias a Sudáfrica 2010 |
| 27    | 20 de agosto de 2008     | Estadio İsmetpaşa, İzmit, Turquía                                         | Turquía    | 1-0 | Chile           |    | Amistoso                         |
| 28    | 7 de septiembre de 2008  | Estadio Nacional Julio Martínez Prádanos, Santiago, Chile                 | Chile      | 0-3 | Brasil          |    | Clasificatorias a Sudáfrica 2010 |
| 29    | 10 de septiembre de 2008 | Estadio Nacional Julio Martínez Prádanos, Santiago, Chile                 | Chile      | 4-0 | Colombia        |    | Clasificatorias a Sudáfrica 2010 |
| 30    | 12 de octubre de 2008    | Estadio Olímpico Atahualpa, Quito, Ecuador                                | Ecuador    | 1-0 | Chile           |    | Clasificatorias a Sudáfrica 2010 |
| 31    | 15 de octubre de 2008    | Estadio Nacional Julio Martínez Prádanos, Santiago, Chile                 | Chile      | 1-0 | Argentina       |    | Clasificatorias a Sudáfrica 2010 |
| 32    | 19 de noviembre de 2008  | Estadio El Madrigal, Villarreal, España                                   | España     | 3-0 | Chile           |    | Amistoso                         |
| 33    | 11 de febrero de 2009    | Estadio Peter Mokaba, Polokwane, Sudáfrica                                | Sudáfrica  | 0-2 | Chile           |    | Amistoso                         |
| 34    | 29 de marzo de 2009      | Estadio Monumental, Lima, Perú                                            | Perú       | 1-3 | Chile           |    | Clasificatorias a Sudáfrica 2010 |
| 35    | 1 de abril de 2009       | Estadio Nacional Julio Martínez Prádanos, Santiago, Chile                 | Chile      | 0-0 | Uruguay         |    | Clasificatorias a Sudáfrica 2010 |
| 36    | 6 de junio de 2009       | Estadio Defensores del Chaco, Asunción, Paraguay                          | Paraguay   | 0-2 | Chile           |    | Clasificatorias a Sudáfrica 2010 |
| 37    | 10 de junio de 2009      | Estadio Nacional Julio Martínez Prádanos, Santiago, Chile                 | Chile      | 4-0 | Bolivia         |    | Clasificatorias a Sudáfrica 2010 |
| 38    | 6 de septiembre de 2009  | Estadio Monumental, Santiago, Chile                                       | Chile      | 2-2 | Venezuela       |    | Clasificatorias a Sudáfrica 2010 |
| 39    | 10 de septiembre de 2009 | Estádio Roberto Santos, Salvador de Bahía, Brasil                         | Brasil     | 4-2 | Chile           |    | Clasificatorias a Sudáfrica 2010 |
| 40    | 10 de octubre de 2009    | Estadio Atanasio Girardot, Medellín, Colombia                             | Colombia   | 2-4 | Chile           |    | Clasificatorias a Sudáfrica 2010 |
| 41    | 14 de octubre de 2009    | Estadio Monumental, Santiago, Chile                                       | Chile      | 1-0 | Ecuador         |    | Clasificatorias a Sudáfrica 2010 |
| 42    | 31 de mayo de 2010       | Estadio Municipal "Alcaldesa Ester Roa Rebolledo", Concepción, Chile      | Chile      | 3-0 | Israel          |    | Amistoso                         |
| 43    | 21 de junio de 2010      | Nelson Mandela Bay Stadium, Port Elizabeth, Sudáfrica                     | Chile      | 1-0 | Suiza           |    | Copa Mundial de Fútbol 2010      |
| 44    | 28 de junio de 2010      | Estadio Ellis Park, Johannesburgo, Sudáfrica                              | Brasil     | 3-0 | Chile           |    | Copa Mundial de Fútbol 2010      |
| 45    | 17 de noviembre de 2010  | Estadio Monumental, Santiago, Chile                                       | Chile      | 2-0 | Uruguay         |    | Amistoso                         |
| 46    | 19 de junio de 2011      | Estadio Monumental, Santiago, Chile                                       | Chile      | 4-0 | Estonia         |    | Amistoso                         |
| 47    | 4 de julio de 2011       | Estadio San Juan del Bicentenario, San Juan, Argentina                    | Chile      | 2-1 | México          |    | Copa América 2011                |
| 48    | 8 de julio de 2011       | Estadio Malvinas Argentinas, Mendoza, Argentina                           | Chile      | 1-1 | Uruguay         |    | Copa América 2011                |
| 49    | 12 de julio de 2011      | Estadio Malvinas Argentinas, Mendoza, Argentina                           | Chile      | 1-0 | Perú            |    | Copa América 2011                |
| 50    | 17 de julio de 2011      | Estadio San Juan del Bicentenario, San Juan, Argentina                    | Chile      | 1-2 | Venezuela       |    | Copa América 2011                |
| 51    | 7 de octubre de 2011     | Estadio Monumental, Buenos Aires, Argentina                               | Argentina  | 4-1 | Chile           |    | Clasificatorias a Brasil 2014    |
| 52    | 11 de octubre de 2011    | Estadio Monumental, Santiago, Chile                                       | Chile      | 4-2 | Perú            |    | Clasificatorias a Brasil 2014    |
| 53    | 11 de noviembre de 2011  | Estadio Centenario, Montevideo, Uruguay                                   | Uruguay    | 4-0 | Chile           |    | Clasificatorias a Brasil 2014    |
| 54    | 15 de noviembre de 2011  | Estadio Nacional Julio Martínez Prádanos, Santiago, Chile                 | Chile      | 2-0 | Paraguay        |    | Clasificatorias a Brasil 2014    |
| 55    | 29 de febrero de 2012    | PPL Park Stadium, Chester, Estados Unidos                                 | Chile      | 1-1 | Ghana           |    | Amistoso                         |
| 56    | 2 de junio de 2012       | Estadio Hernando Siles, La Paz, Bolivia                                   | Bolivia    | 0-2 | Chile           |    | Clasificatorias a Brasil 2014    |
| 57    | 9 de junio de 2012       | Estadio Olímpico Gral. José Antonio Anzoátegui, Puerto La Cruz, Venezuela | Venezuela  | 0-2 | Chile           |    | Clasificatorias a Brasil 2014    |
| 58    | 15 de agosto de 2012     | Citi Field, Nueva York, Estados Unidos                                    | Chile      | 1-3 | Ecuador         |    | Amistoso                         |
| 59    | 11 de septiembre de 2012 | Estadio Monumental, Santiago, Chile                                       | Chile      | 1-3 | Colombia        |    | Clasificatorias a Brasil 2014    |
| 60    | 6 de febrero de 2013     | Estadio Vicente Calderón, Madrid, España                                  | Chile      | 2-1 | Egipto          |    | Amistoso                         |
| Total |                          |                                                                           | Presencias | 60  | Goles           | 21 |                                  |

| Selección chilena | Selección chilena | Selección chilena |
| Año               | Partidos          | Goles             |
| ----------------- | ----------------- | ----------------- |
| 2005              | 3                 | 0                 |
| 2006              | 5                 | 4                 |
| 2007              | 14                | 4                 |
| 2008              | 10                | 3                 |
| 2009              | 9                 | 6                 |
| 2010              | 4                 | 1                 |
| 2011              | 9                 | 3                 |
| 2012              | 5                 | 0                 |
| 2013              | 1                 | 0                 |
| Total             | 60                | 21                |

#### Goles con la selección nacional
Actualizado hasta el 11 de octubre de 2011.
| 1  | 25 de abril de 2006      | Estadio El Teniente, Rancagua, Chile                                      | Nueva Zelanda   | 1 - 1 | 4 – 1 | Amistoso                         |
| 2  | 30 de mayo de 2006       | Stade Municipal, Vittel, Francia                                          | Costa de Marfil | 1 - 1 | 1 – 1 | Amistoso                         |
| 3  | 2 de junio de 2006       | Estadio Råsunda, Estocolmo, Suecia                                        | Suecia          | 1 - 1 | 1 – 1 | Amistoso                         |
| 4  | 2 de junio de 2006       | Estadio Nacional Julio Martínez Prádanos, Santiago, Chile                 | Colombia        | 1 - 2 | 1 – 2 | Amistoso                         |
| 5  | 28 de junio de 2007      | Estadio Cachamay, Puerto Ordaz, Venezuela                                 | Ecuador         | 1 - 1 | 2 – 3 | Copa América 2007                |
| 6  | 28 de junio de 2007      | Estadio Cachamay, Puerto Ordaz, Venezuela                                 | Ecuador         | 2 - 2 | 2 – 3 | Copa América 2007                |
| 7  | 7 de julio de 2007       | Estadio José Antonio Anzoátegui, Puerto La Cruz, Venezuela                | Brasil          | 1 - 5 | 1 – 6 | Copa América 2007                |
| 8  | 7 de octubre de 2007     | Estadio Nacional Julio Martínez Prádanos, Santiago, Chile                 | Perú            | 1 - 0 | 2 – 0 | Clasificatorias a Sudáfrica 2010 |
| 9  | 19 de junio de 2008      | Estadio Olímpico Gral. José Antonio Anzoátegui, Puerto La Cruz, Venezuela | Venezuela       | 1 - 1 | 2 – 3 | Clasificatorias a Sudáfrica 2010 |
| 10 | 19 de junio de 2008      | Estadio Olímpico Gral. José Antonio Anzoátegui, Puerto La Cruz, Venezuela | Venezuela       | 2 - 3 | 2 – 3 | Clasificatorias a Sudáfrica 2010 |
| 11 | 10 de septiembre de 2008 | Estadio Nacional Julio Martínez Prádanos, Santiago, Chile                 | Colombia        | 2 - 0 | 4 – 0 | Clasificatorias a Sudáfrica 2010 |
| 12 | 29 de marzo de 2009      | Estadio Monumental, Lima, Perú                                            | Perú            | 0 - 2 | 1 – 3 | Clasificatorias a Sudáfrica 2010 |
| 13 | 6 de junio de 2009       | Estadio Defensores del Chaco, Asunción, Paraguay                          | Paraguay        | 0 - 2 | 0 – 2 | Clasificatorias a Sudáfrica 2010 |
| 14 | 10 de septiembre de 2009 | Estádio Roberto Santos, Salvador de Bahía, Brasil                         | Brasil          | 2 - 1 | 4 – 2 | Clasificatorias a Sudáfrica 2010 |
| 15 | 10 de septiembre de 2009 | Estádio Roberto Santos, Salvador de Bahía, Brasil                         | Brasil          | 2 - 2 | 4 – 2 | Clasificatorias a Sudáfrica 2010 |
| 16 | 10 de octubre de 2009    | Estadio Atanasio Girardot, Medellín, Colombia                             | Colombia        | 1 - 2 | 2 – 4 | Clasificatorias a Sudáfrica 2010 |
| 17 | 14 de octubre de 2009    | Estadio Monumental, Santiago, Chile                                       | Ecuador         | 1 - 0 | 1 – 0 | Clasificatorias a Sudáfrica 2010 |
| 18 | 31 de mayo de 2010       | Estadio Municipal "Alcaldesa Ester Roa Rebolledo", Concepción, Chile      | Israel          | 1 - 0 | 3 – 0 | Amistoso                         |
| 19 | 19 de junio de 2011      | Estadio Monumental, Santiago, Chile                                       | Estonia         | 3 - 0 | 4 – 0 | Amistoso                         |
| 20 | 17 de julio de 2011      | Estadio San Juan del Bicentenario, San Juan, Argentina                    | Venezuela       | 1 - 1 | 1 – 2 | Copa América 2011                |
| 21 | 11 de octubre de 2011    | Estadio Monumental, Santiago, Chile                                       | Perú            | 3 - 2 | 4 – 2 | Clasificatorias a Brasil 2014    |

## Participaciones internacionales
| Club               | Competencia                            | Resultado        |
| ------------------ | -------------------------------------- | ---------------- |
| Colo Colo · Chile  | Copa Libertadores 2006                 | Primera Fase     |
| Colo Colo · Chile  | Copa Sudamericana 2006                 | Subcampeón       |
| Colo Colo · Chile  | Copa Libertadores 2007                 | Octavos de final |
| Monterrey · México | Concachampions 2010-11                 | Campeón          |
| Monterrey · México | Concachampions 2011-12                 | Campeón          |
| Monterrey · México | Copa Mundial de Clubes de la FIFA 2011 | Quinto Lugar     |
| Monterrey · México | Concachampions 2012-13                 | Campeón          |
| Monterrey · México | Copa Mundial de Clubes de la FIFA 2012 | Tercer lugar     |
| Monterrey · México | Copa Mundial de Clubes de la FIFA 2013 | Quinto Lugar     |
| Colo Colo · Chile  | Copa Libertadores 2015                 | Fase de grupos   |

| Chivas de Guadalajara   | 5    | 3    | Colo-Colo               | Estadio Jalisco, Guadalajara                       | 31 de enero de 2006      | Copa Libertadores 2006 | Anotado · Anotado · Anotado |
| Colo-Colo               | 1    | 2    | River Plate             | Estadio Monumental, Santiago                       | 22 de febrero de 2007    | Copa Libertadores 2007 | Anotado                     |
| Liga de Quito           | 3    | 1    | Colo-Colo               | Estadio Casa Blanca, Quito                         | 7 de marzo de 2007       | Copa Libertadores 2007 | Anotado                     |
| Colo-Colo               | 2    | 1    | Caracas                 | Estadio Monumental, Santiago                       | 30 de marzo de 2007      | Copa Libertadores 2007 | Anotado                     |
| Colo-Colo               | 4    | 0    | Liga de Quito           | Estadio Monumental, Santiago                       | 3 de abril de 2007       | Copa Libertadores 2007 | Anotado                     |
| Colo-Colo               | 2    | 1    | América                 | Estadio Monumental, Santiago                       | 8 de mayo de 2007        | Copa Libertadores 2007 | Anotado                     |
| Independiente Santa Fe  | 3    | 1    | Colo-Colo               | Estadio Nemesio Camacho El Campín, Bogotá          | 26 de febrero de 2015    | Copa Libertadores 2015 | Anotado                     |
| Copa Sudamericana       |      |      |                         |                                                    |                          |                        |                             |
| Alajuelense             | 0    | 4    | Colo-Colo               | Estadio Alejandro Morera Soto, Alajuela            | 4 de octubre de 2006     | Copa Sudamericana 2006 | Anotado                     |
| Colo-Colo               | 7    | 2    | Alajuelense             | Estadio Monumental, Santiago                       | 10 de octubre de 2006    | Copa Sudamericana 2006 | Anotado · Anotado           |
| Colo-Colo               | 4    | 1    | Gimnasia y Esgrima (LP) | Estadio Monumental, Santiago                       | 19 de octubre de 2006    | Copa Sudamericana 2006 | Anotado · Anotado · Anotado |
| Gimnasia y Esgrima (LP) | 0    | 2    | Colo-Colo               | Estadio Ciudad de La Plata, La Plata               | 26 de octubre de 2006    | Copa Sudamericana 2006 | Anotado                     |
| Colo-Colo               | 2    | 1    | Toluca                  | Estadio Nacional, Santiago                         | 16 de noviembre de 2006  | Copa Sudamericana 2006 | Anotado                     |
| Pachuca                 | 1    | 1    | Colo-Colo               | Estadio Hidalgo, Pachuca                           | 30 de noviembre de 2006  | Copa Sudamericana 2006 | Anotado                     |
| Colo-Colo               | 1    | 2    | Pachuca                 | Estadio Nacional, Santiago                         | 13 de diciembre de 2006  | Copa Sudamericana 2006 | Anotado                     |
| Concachampions          |      |      |                         |                                                    |                          |                        |                             |
| Monterrey               | 3    | 2    | Seattle Sounders        | Estadio Tecnológico, Monterrey                     | 22 de septiembre de 2010 | Concachampions 2010-11 | Anotado                     |
| Cruz Azul               | 1    | 1    | Monterrey               | Estadio Azul, Ciudad de México                     | 6 de abril de 2011       | Concachampions 2010-11 | Anotado                     |
| Monterrey               | 2    | 2    | Real Salt Lake          | Estadio Tecnológico, Monterrey                     | 20 de abril de 2011      | Concachampions 2010-11 | Anotado                     |
| Real Salt Lake          | 0    | 1    | Monterrey               | Rio Tinto Stadium, Utah                            | 27 de abril de 2011      | Concachampions 2010-11 | Anotado                     |
| Monterrey               | 3    | 1    | Comunicaciones          | Estadio Tecnológico, Monterrey                     | 20 de septiembre de 2011 | Concachampions 2011-12 | Anotado                     |
| Monarcas Morelia        | 1    | 3    | Monterrey               | Estadio Morelos, Morelia                           | 6 de marzo de 2012       | Concachampions 2011-12 | Anotado · Anotado           |
| Monterrey               | 4    | 1    | Mazatlán FC             | Estadio Tecnológico, Monterrey                     | 13 de marzo de 2012      | Concachampions 2011-12 | Anotado · Anotado           |
| Monterrey               | 2    | 0    | Santos Laguna           | Estadio Tecnológico, Monterrey                     | 18 de abril de 2012      | Concachampions 2011-12 | Anotado · Anotado           |
| Deportivo Municipal     | 0    | 1    | Monterrey               | Estadio Manuel Felipe Carrera, Ciudad de Guatemala | 29 de agosto de 2012     | Concachampions 2012-13 | Anotado                     |
| Chorrillo               | 0    | 6    | Monterrey               | Estadio Universitario, Ciudad de Panamá            | 23 de octubre de 2012    | Concachampions 2012-13 | Anotado · Anotado           |
| Los Ángeles Galaxy      | 1    | 2    | Monterrey               | Dignity Health Sports Park, California             | 3 de abril de 2013       | Concachampions 2012-13 | Anotado                     |
| Monterrey               | 4    | 2    | Santos Laguna           | Estadio Tecnológico, Monterrey                     | 1 de mayo de 2013        | Concachampions 2012-13 | Anotado                     |
| Mundial de Clubes       |      |      |                         |                                                    |                          |                        |                             |
| Kashiwa Reysol          | 1(4) | (3)1 | Monterrey               | Estadio Toyota, Toyota                             | 11 de diciembre de 2011  | Mundial de Clubes 2011 | Anotado                     |
| Al-Ahly                 | 1    | 5    | Monterrey               | Estadio de Marrakech, Marrakech                    | 18 de diciembre de 2013  | Mundial de Clubes 2013 | Anotado                     |

## Estadísticas

### Clubes
| Club                              | Div.          | Temporada     | Liga  | Liga  | Liga   | Copas | Copas | Copas  | Internacional | Internacional | Internacional | Total | Total | Total  | Media goleadora |
| Club                              | Div.          | Temporada     | Part. | Goles | Asist. | Part. | Goles | Asist. | Part.         | Goles         | Asist.        | Part. | Goles | Asist. | Media goleadora |
| --------------------------------- | ------------- | ------------- | ----- | ----- | ------ | ----- | ----- | ------ | ------------- | ------------- | ------------- | ----- | ----- | ------ | --------------- |
| Ñublense · Chile                  | 2.ª           | 2000          | 4     | 1     | 0      | —     | —     | —      | —             | —             | —             | 4     | 1     | 0      | 0.25            |
| Ñublense · Chile                  | Total club    | Total club    | 4     | 1     | 0      | 0     | 0     | 0      | 0             | 0             | 0             | 4     | 1     | 0      | 0.25            |
| Magallanes · Chile                | 2.ª           | 2001          | 6     | 0     | 1      | —     | —     | —      | —             | —             | —             | 6     | 0     | 1      | 0.00            |
| Magallanes · Chile                | Total club    | Total club    | 6     | 0     | 1      | 0     | 0     | 0      | 0             | 0             | 0             | 6     | 0     | 1      | 0.00            |
| San Antonio Unido · Chile         | 3.ª           | 2002          | 30    | 23    | 7      | —     | —     | —      | —             | —             | —             | 30    | 23    | 7      | 0.77            |
| San Luis de Quillota · Chile      | 3.ª           | 2003          | 40    | 39    | 8      | —     | —     | —      | —             | —             | —             | 40    | 39    | 8      | 0.98            |
| Audax Italiano La Florida · Chile | 1.ª           | 2004          | 30    | 23    | 5      | —     | —     | —      | —             | —             | —             | 30    | 23    | 5      | 0.77            |
| Audax Italiano La Florida · Chile | 1.ª           | 2005          | 32    | 17    | 3      | —     | —     | —      | —             | —             | —             | 32    | 17    | 3      | 0.53            |
| Audax Italiano La Florida · Chile | Total club    | Total club    | 62    | 40    | 8      | 0     | 0     | 0      | 0             | 0             | 0             | 62    | 40    | 8      | 0.65            |
| Colo-Colo · Chile                 | 1.ª           | 2006          | 37    | 34    | 9      | —     | —     | —      | 14            | 13            | 1             | 51    | 47    | 10     | 0.92            |
| Colo-Colo · Chile                 | 1.ª           | 2007          | 17    | 18    | 9      | —     | —     | —      | 7             | 5             | 1             | 24    | 23    | 10     | 0.96            |
| Monterrey · México                | 1.ª           | 2007-08       | 31    | 19    | 3      | 3     | 1     | 0      | —             | —             | —             | 34    | 20    | 3      | 0.59            |
| Monterrey · México                | 1.ª           | 2008-09       | 32    | 14    | 4      | —     | —     | —      | —             | —             | —             | 32    | 14    | 4      | 0.44            |
| Monterrey · México                | 1.ª           | 2009          | 22    | 11    | 8      | —     | —     | —      | —             | —             | —             | 22    | 11    | 8      | 0.5             |
| Real Zaragoza · España            | 1.ª           | 2009-10       | 17    | 6     | 1      | —     | —     | —      | —             | —             | —             | 17    | 6     | 1      | 0.35            |
| Real Zaragoza · España            | Total club    | Total club    | 17    | 6     | 1      | 0     | 0     | 0      | 0             | 0             | 0             | 17    | 6     | 1      | 0.35            |
| Monterrey · México                | 1.ª           | 2010-11       | 35    | 21    | 10     | —     | —     | —      | 8             | 4             | 0             | 43    | 25    | 10     | 0.58            |
| Monterrey · México                | 1.ª           | 2011-12       | 31    | 13    | 14     | —     | —     | —      | 10            | 8             | 5             | 41    | 21    | 19     | 0.51            |
| Monterrey · México                | 1.ª           | 2012-13       | 32    | 10    | 13     | —     | —     | —      | 9             | 5             | 2             | 41    | 15    | 15     | 0.37            |
| Monterrey · México                | 1.ª           | 2013-14       | 19    | 12    | 3      | 3     | 0     | 3      | 2             | 1             | 3             | 24    | 13    | 9      | 0.54            |
| Monterrey · México                | 1.ª           | 2014          | 17    | 2     | 3      | 1     | 0     | 0      | —             | —             | —             | 18    | 2     | 3      | 0.11            |
| Monterrey · México                | Total club    | Total club    | 219   | 102   | 58     | 7     | 1     | 3      | 42            | 16            | 10            | 255   | 121   | 71     | 0.47            |
| Colo-Colo · Chile                 | 1.ª           | 2015          | 10    | 2     | 0      | —     | —     | —      | 3             | 1             | 0             | 13    | 3     | 0      | 0.23            |
| Colo-Colo · Chile                 | 1.ª           | 2015-16       | 7     | 1     | 3      | 6     | 3     | 3      | —             | —             | —             | 13    | 4     | 6      | 0.31            |
| Colo-Colo · Chile                 | Total club    | Total club    | 71    | 55    | 21     | 6     | 3     | 3      | 24            | 19            | 2             | 101   | 77    | 26     | 0.76            |
| San Antonio Unido · Chile         | 3.ª           | 2017          | 9     | 6     | 1      | —     | —     | —      | —             | —             | —             | 9     | 6     | 1      | 0.67            |
| San Antonio Unido · Chile         | 3.ª           | 2019          | 13    | 4     | 7      | —     | —     | —      | —             | —             | —             | 13    | 4     | 7      | 0.31            |
| San Antonio Unido · Chile         | Total club    | Total club    | 52    | 33    | 15     | 0     | 0     | 0      | 0             | 0             | 0             | 52    | 33    | 15     | 0.63            |
| Santa Cruz · Chile                | 2.ª           | 2020          | 3     | 0     | 0      | —     | —     | —      | —             | —             | —             | 3     | 0     | 0      | 0.00            |
| Santa Cruz · Chile                | Total club    | Total club    | 3     | 0     | 0      | 0     | 0     | 0      | 0             | 0             | 0             | 3     | 0     | 0      | 0.00            |
| La Serena · Chile                 | 1.ª           | 2020          | 25    | 8     | 3      | —     | —     | —      | —             | —             | —             | 25    | 8     | 3      | 0.32            |
| La Serena · Chile                 | 1.ª           | 2021          | 16    | 3     | 8      | —     | —     | —      | —             | —             | —             | 16    | 3     | 8      | 0.19            |
| Raya2 · México                    | 2.ª           | 2021          | 10    | 1     | 0      | —     | —     | —      | —             | —             | —             | 10    | 1     | 0      | 0.1             |
| Raya2 · México                    | Total club    | Total club    | 10    | 1     | 0      | 0     | 0     | 0      | 0             | 0             | 0             | 10    | 1     | 0      | 0.1             |
| La Serena · Chile                 | 1.ª           | 2022          | 27    | 2     | 6      | 2     | 1     | 1      | —             | —             | —             | 29    | 3     | 7      | 0.1             |
| La Serena · Chile                 | Total club    | Total club    | 68    | 13    | 17     | 2     | 1     | 1      | 0             | 0             | 0             | 70    | 14    | 18     | 0.2             |
| San Luis de Quillota · Chile      | 2.ª           | 2023          | 32    | 17    | 5      | —     | —     | —      | —             | —             | —             | 32    | 17    | 5      | 0.53            |
| San Luis de Quillota · Chile      | 2.ª           | 2024          | 16    | 6     | 0      | —     | —     | —      | —             | —             | —             | 16    | 6     | 0      | 0.38            |
| San Luis de Quillota · Chile      | 2.ª           | 2025          | 11    | 0     | 1      | 4     | 1     | 0      | —             | —             | —             | 15    | 1     | 1      | 0.09            |
| San Luis de Quillota · Chile      | Total club    | Total club    | 99    | 62    | 14     | 4     | 1     | 0      | 0             | 0             | 0             | 103   | 63    | 14     | 0.61            |
| Total Carrera                     | Total Carrera | Total Carrera | 611   | 313   | 135    | 19    | 6     | 7      | 53            | 37            | 12            | 683   | 356   | 154    | 0.52            |
| 1. 2. 3.                          |               |               |       |       |        |       |       |        |               |               |               |       |       |        |                 |

### Selección
| Selección                                                                               | Temporada     | Amistosos | Amistosos | Amistosos | Sudamérica(1) | Sudamérica(1) | Sudamérica(1) | Mundial(2) | Mundial(2) | Mundial(2) | Total | Total | Total  | Media goleadora |
| Selección                                                                               | Temporada     | Part.     | Goles     | Asist.    | Part.         | Goles         | Asist.        | Part.      | Goles      | Asist.     | Part. | Goles | Asist. | Media goleadora |
| --------------------------------------------------------------------------------------- | ------------- | --------- | --------- | --------- | ------------- | ------------- | ------------- | ---------- | ---------- | ---------- | ----- | ----- | ------ | --------------- |
| Adulta · Chile                                                                          | 2005          | 2         | 0         | 0         | 1             | 0             | 0             | —          | —          | —          | 3     | 0     | 0      | 0.00            |
| Adulta · Chile                                                                          | 2006          | 5         | 4         | 1         | —             | —             | —             | —          | —          | —          | 5     | 4     | 1      | 0.8             |
| Adulta · Chile                                                                          | 2007          | 6         | 0         | 1         | 8             | 4             | 0             | —          | —          | —          | 14    | 4     | 1      | 0.29            |
| Adulta · Chile                                                                          | 2008          | 4         | 0         | 0         | 6             | 3             | 0             | —          | —          | —          | 10    | 3     | 0      | 0.3             |
| Adulta · Chile                                                                          | 2009          | 1         | 0         | 1         | 8             | 6             | 0             | —          | —          | —          | 9     | 6     | 1      | 0.67            |
| Adulta · Chile                                                                          | 2010          | 2         | 1         | 0         | —             | —             | —             | 2          | 0          | 0          | 4     | 1     | 0      | 0.25            |
| Adulta · Chile                                                                          | 2011          | 1         | 1         | 0         | 8             | 2             | 0             | —          | —          | —          | 9     | 3     | 0      | 0.33            |
| Adulta · Chile                                                                          | 2012          | 2         | 0         | 0         | 3             | 0             | 0             | —          | —          | —          | 5     | 0     | 0      | 0.00            |
| Adulta · Chile                                                                          | 2013          | 1         | 0         | 0         | —             | —             | —             | —          | —          | —          | 1     | 0     | 0      | 0.00            |
| Adulta · Chile                                                                          | Total         | 24        | 6         | 3         | 34            | 15            | 0             | 2          | 0          | 0          | 60    | 21    | 3      | 0.35            |
| Total carrera                                                                           | Total carrera | 24        | 6         | 3         | 34            | 15            | 0             | 2          | 0          | 0          | 60    | 21    | 3      | 0.35            |
| (1) Incluye los partidos de las Clasificatorias Sudamericanas / Copa América (2005-12). |               |           |           |           |               |               |               |            |            |            |       |       |        |                 |

### Resumen estadístico
| Competición           | Partidos | Goles | Promedio | Asistencias | Promedio | Goles y asistencias | Promedio |
| --------------------- | -------- | ----- | -------- | ----------- | -------- | ------------------- | -------- |
| Primera División      | 437      | 216   | 0.49     | 105         | 0.24     | 321                 | 0.73     |
| Segunda División      | 81       | 25    | 0.31     | 7           | 0.09     | 32                  | 0.40     |
| Tercera División      | 92       | 72    | 0.78     | 23          | 0.25     | 95                  | 1.03     |
| Copas nacionales      | 19       | 6     | 0.32     | 7           | 0.37     | 13                  | 0.68     |
| Copas internacionales | 53       | 37    | 0,70     | 12          | 0,23     | 49                  | 0,93     |
| Selección absoluta    | 60       | 21    | 0,35     | 3           | 0,05     | 24                  | 0,40     |
| Total                 | 743      | 377   | 0.51     | 157         | 0.21     | 534                 | 0.72     |

### Tripletes
| 1  | 11 de agosto de 2002    | Municipal de Puente Alto, Santiago de Chile | Cristo Salva CV - San Antonio Unido     |  | 1 - 5 | Tercera División de Chile 2002 |
| 2  | 20 de abril de 2003     | Municipal de Quillota, Quillota             | San Luis - Nogales Melón                |  | 5 - 0 | Tercera División de Chile 2003 |
| 3  | 25 de junio de 2003     | Municipal de Quillota, Quillota             | San Luis - Palestina                    |  | 7 - 0 | Tercera División de Chile 2003 |
| 4  | 12 de julio de 2003     | Municipal de Puente Alto, Santiago de Chile | Cristo Salva CV - San Luis              |  | 0 - 5 | Tercera División de Chile 2003 |
| 5  | 24 de agosto de 2003    | Municipal de Quillota, Quillota             | San Luis - Municipal Limache            |  | 6 - 3 | Tercera División de Chile 2003 |
| 6  | 13 de febrero de 2004   | Municipal de La Florida, La Florida         | Audax Italiano - Coquimbo Unido         |  | 5 - 2 | Apertura 2004                  |
| 7  | 31 de julio de 2005     | Municipal de La Florida, La Florida         | Audax Italiano - Deportes Concepción    |  | 6 - 0 | Clausura 2005                  |
| 8  | 20 de noviembre de 2005 | Municipal de La Florida, La Florida         | Audax Italiano - Unión Española         |  | 4 - 5 | Clausura 2005                  |
| 9  | 31 de enero de 2006     | Jalisco, Guadalajara                        | CD Guadalajara - Colo-Colo              |  | 5 - 3 | Copa Libertadores 2006         |
| 10 | 16 de abril de 2006     | Nacional, Santiago                          | Audax Italiano - Colo-Colo              |  | 1 - 3 | Apertura 2006                  |
| 11 | 19 de octubre de 2006   | Monumental, Macul                           | Colo-Colo - Gimnasia y Esgrima La Plata |  | 4 - 1 | Copa Sudamericana 2006         |
| 12 | 13 de febrero de 2008   | Tecnológico, Monterrey                      | Monterrey - Tecos FC                    |  | 3 - 0 | Clausura 2008                  |
| 13 | 5 de abril de 2008      | Tecnológico, Monterrey                      | Monterrey - Tiburones Rojos de Veracruz |  | 7 - 2 | Clausura 2008                  |
| 14 | 12 de febrero de 2011   | Víctor Manuel Reyna, Tuxtla Gutiérrez       | Chiapas FC - Monterrey                  |  | 1 - 4 | Clausura 2011                  |
| 15 | 10 de marzo de 2024     | Municipal de Quillota, Quillota             | San Luis - Unión San Felipe             |  | 3 - 1 | Primera B de Chile 2024        |

## Palmarés

### Campeonatos nacionales
| Título                     | Club      | País   | Año    |
| -------------------------- | --------- | ------ | ------ |
| Tercera División           | San Luis  | Chile  | 2003   |
| Primera División de Chile  | Colo-Colo | Chile  | 2006-A |
| Primera División de Chile  | Colo-Colo | Chile  | 2006-C |
| Primera División de Chile  | Colo-Colo | Chile  | 2007-A |
| Primera División de México | Monterrey | México | 2009-A |
| Primera División de México | Monterrey | México | 2010-A |
| Primera División de Chile  | Colo-Colo | Chile  | 2015-A |

### Campeonatos internacionales
| Título                           | Club      | País   | Año  |
| -------------------------------- | --------- | ------ | ---- |
| Liga de Campeones de la Concacaf | Monterrey | México | 2011 |
| Liga de Campeones de la Concacaf | Monterrey | México | 2012 |
| Liga de Campeones de la Concacaf | Monterrey | México | 2013 |

### Distinciones individuales
| Distinción                                                                 | Año     |
| -------------------------------------------------------------------------- | ------- |
| Máximo goleador de la Tercera División de Chile (23 goles)                 | 2002    |
| Máximo goleador de la Tercera División de Chile (39 goles)                 | 2003    |
| Máximo goleador de la Primera División de Chile (19 goles)                 | 2006-A  |
| Máximo goleador de la Copa Sudamericana (10 goles)                         | 2006    |
| Goleador del Mundo según la IFFHS                                          | 2006    |
| Parte del Equipo Ideal de América                                          | 2006    |
| Parte del Equipo Ideal de la Revista "El Gráfico" Chile                    | 2007    |
| Máximo goleador de la Primera División de Chile (18 goles)                 | 2007-A  |
| Máximo goleador de la Primera División de México (13 goles)                | 2008-C  |
| Hijo Ilustre de San Antonio                                                | 2009    |
| Máximo goleador de las Eliminatorias para el Mundial de 2010 (10 goles)    | 2009    |
| Incluido en el Once Ideal de las Eliminatorias                             | 2009    |
| Mejor jugador de las Eliminatorias para el Mundial de 2010                 | 2009    |
| Premio Fox Sports al Goleador de las Eliminatorias para el Mundial de 2010 | 2009    |
| Parte del Equipo Ideal de América (64 votos)                               | 2009    |
| Mejor Futbolista de México                                                 | 2009    |
| Ganador del Goliat de Oro al Mejor Jugador de México                       | 2010    |
| Medalla Bicentenario                                                       | 2010    |
| Mejor Futbolista del Torneo Apertura México                                | 2010-A  |
| Mejor Delantero del Torneo Apertura México                                 | 2010-A  |
| Máximo goleador de la Copa de Campeones de la Concacaf (7 goles)           | 2011-12 |
| Mejor Jugador de la Concacaf Liga Campeones                                | 2011-12 |
| Máximo asistente de la Primera División de México                          | 2013-C  |

## Marcas, logros y datos
- Es el jugador chileno que ha anotado más goles en un año con 51 goles. Fue en el año 2006 en el Colo-Colo, en donde anotó 34 goles en la Liga de Chile (19 en el Apertura y 15 en el Clausura), otros 17 en competiciones internacionales (3 en la Copa Libertadores, 10 en la Copa Sudamericana y 4 en amistosos con la Selección de Chile) lo que le hicieron sumar la gran cantidad de 51 tantos, siendo de este modo el máximo goleador de la historia de Chile en un año y superando por 3 a Jorge Aravena, quien anotó 48 en un año.
- En su paso por San Luis de Quillota, fue el máximo goleador de la Tercera División de Chile 2003 con 39 goles, en Audax Italiano marcó 40 goles entre 2004 y 2005, y en 2006 marcó 47 goles por Colo Colo. En su período con estos tres clubes chilenos, Suazo ha alcanzado la marca de 125 goles en menos de tres años.
- Es el cuarto anotador histórico de Colo-Colo en torneos internacionales con 19 tantos, solo superado por Francisco Valdés e Ivo Basay, estos con 20 goles, y Esteban Paredes con 21 tantos.
- Cuarto jugador chileno en ser el máximo goleador en la Primera División de México junto a Ivo Basay, Osvaldo Castro y Héctor Mancilla.
- Campeón de 3 títulos consecutivos de la Concacaf Liga Campeones (2010-11, 2011-12 y 2012-13) anotando goles en las tres finales continentales, récord que a nivel mundial solo es superado por Alfredo Di Stéfano quien con el Real Madrid ganó 5 campeonatos europeos consecutivos anotando en todas las finales.
- Es el segundo máximo goleador en la historia del Monterrey en todas las competiciones con 121 goles, superado por Rogelio Funes Mori.
- Es el segundo máximo goleador en la historia del Monterrey en torneos de Liga y Liguilla con 102 goles, superado por Rogelio Funes Mori.
- Es el segundo máximo goleador en la historia del Monterrey en Liguilla con 17 goles, superado por Rogelio Funes Mori.
- Es considerado el jugador más valioso de la Concacaf Liga de Campeones en la historia, al ganarla 3 veces consecutivas, además haber anotado goles en las tres finales, y ser el goleador y mejor jugador de la Concacaf Liga de Campeones del año 2011/12.
- La prestigiosa revista World Soccer entregó una lista con los mejores jugadores del año 2013, donde Suazo estaba ubicado en el lugar número 57 del mundo.
- Ha estado en 3 ediciones del Mundial de Clubes: en la edición de 2011 donde jugó 1 partido, convirtió 1 gol y obtuvo el Quinto lugar con el Monterrey; y en la edición de 2013 donde jugó 2 partidos, convirtió 1 gol y obtuvo el Quinto lugar con el Monterrey; en la edición del 2012 no pudo jugar porque estaba lesionado.
- En 2003 jugó 48 partidos y anotó 42 goles con un promedio de gol de 0,88 por partido. En 2004 jugó 29 partidos y anotó 18 goles con un promedio de gol de 0,62 por partido. En 2005 jugó 36 partidos y anotó 22 goles con un promedio de gol de 0,61 por partido. En 2006 jugó 56 partidos y anotó 51 goles con un promedio de gol de 0,91 por partido. En 2007 jugó 71 partidos y anotó 47 goles con un promedio de gol de 0,66 por partido. En 2008 jugó 43 partidos y anotó 17 goles con un promedio de gol de 0,40 por partido. En 2009 jugó 30 partidos y anotó 17 goles con un promedio de gol de 0,57 por partido. En 2010 jugó 64 partidos y anotó 32 goles con un promedio de gol de 0,50 por partido. En 2011 jugó 49 partidos y anotó 24 goles con un promedio de gol de 0,49 por partido. En 2012 jugó 46 partidos y anotó 15 goles con un promedio de gol de 0,33 por partido. En 2013 jugó 25 partidos y anotó 13 goles con un promedio de gol de 0,52 por partido. En 2014 jugó 16 partidos y anotó 2 goles con un promedio de gol de 0,13 por partido.
- Es el máximo goleador chileno en la historia de los torneos internacionales, con 37 anotaciones, 19 con Colo-Colo y 18 con el Monterrey, superando a jugadores de la talla de Marcelo Salas y Eduardo Vargas.
- En su despedida del Monterrey, fue retirado su número 26, por lo que ya no va a poder ser usado en la institución.[159]

### Goles en finales
A continuación todos los goles en la carrera de Humberto Suazo en finales.
| Resultados     | Resultados | Resultados | Resultados     | Estadio                        | Fecha                   | Final                           | Gol(es)           |
| -------------- | ---------- | ---------- | -------------- | ------------------------------ | ----------------------- | ------------------------------- | ----------------- |
| Pachuca        | 1          | 1          | Colo-Colo      | Estadio Hidalgo, Pachuca       | 29 de noviembre de 2006 | Copa Sudamericana 2006 (Ida)    | Anotado           |
| Colo-Colo      | 1          | 2          | Pachuca        | Estadio Nacional, Santiago     | 12 de diciembre de 2006 | Copa Sudamericana 2006 (Vuelta) | Anotado           |
| Colo-Colo      | 3          | 0          | Audax Italiano | Estadio Nacional, Santiago     | 20 de diciembre de 2006 | Clausura 2006 (Ida)             | Anotado           |
| Audax Italiano | 2          | 3          | Colo-Colo      | Estadio Nacional, Santiago     | 23 de diciembre de 2006 | Clausura 2006 (Vuelta)          | Anotado · Anotado |
| Monterrey      | 4          | 3          | Cruz Azul      | Estadio Tecnológico, Monterrey | 10 de diciembre de 2009 | Apertura 2009 (Ida)             | Anotado · Anotado |
| Cruz Azul      | 1          | 2          | Monterrey      | Estadio Azul, Ciudad de México | 13 de diciembre de 2009 | Apertura 2009 (Vuelta)          | Anotado           |
| Santos Laguna  | 3          | 2          | Monterrey      | Estadio Corona, Torreón        | 2 de diciembre de 2010  | Apertura 2010 (Ida)             | Anotado           |
| Monterrey      | 3          | 0          | Santos Laguna  | Estadio Tecnológico, Monterrey | 5 de diciembre de 2010  | Apertura 2010 (Vuelta)          | Anotado · Anotado |
| Monterrey      | 2          | 2          | Real Salt Lake | Estadio Tecnológico, Monterrey | 20 de abril de 2011     | Concachampions 2010-11 (Ida)    | Anotado           |
| Real Salt Lake | 0          | 1          | Monterrey      | Rio Tinto Stadium, Utah        | 27 de abril de 2011     | Concachampions 2010-11 (Vuelta) | Anotado           |
| Monterrey      | 2          | 0          | Santos Laguna  | Estadio Tecnológico, Monterrey | 18 de abril de 2012     | Concachampions 2011-12 (Ida)    | Anotado · Anotado |
| Monterrey      | 1          | 1          | Santos Laguna  | Estadio Tecnológico, Monterrey | 17 de mayo de 2012      | Clausura 2012 (Ida)             | Anotado           |
| Monterrey      | 4          | 2          | Santos Laguna  | Estadio Tecnológico, Monterrey | 1 de mayo de 2013       | Concachampions 2012-13 (Vuelta) | Anotado           |